# عالم أغنية الجليد والنار
عالم أغنية الجليد والنار هو العالم الذي ابتكره جورج ر. ر. مارتن لسلسلة رواياته أغنية الجليد والنار وهو مقسم إلى عدة قارات.
تجري أغلب أحداث القصة على أرض قارة ويستروس الخيالية حيث توجد الدولة المسماة بالممالك السبع. تتكون هذه الدولة من تسع مناطق هي: الشمال وجزر الحديد وأراضي الأنهار ووادي آرن والبلاد الغربية وبلاد العواصف والمرعى وبلاد التاج ودورن، وبهذه القارة منطقة شاسعة لم يستكشفها أحد في الشمال الأقصى، وتفصلها عن الممالك السبع سور جليدي ضخم ومُشيَّد بالسحر القديم. شرق هذه الممالك السبع تقع القارة الشاسعة إيسوس على الضفة الأخرى مما يسمى البحر الضيق. هناك توجد المدن الحرة، وهي مجموعة من المدن المستقلة في الحافة الغربية لإيسوس وكذلك تعد أقرب الكيانات السياسية إلى الممالك السبع. أما الأراضي التي تطل على الساحل الجنوبي لهذه القارة تسمى بلاد بحر الصيف، ومنها خليج النخاسين وأطلال فاليريا. بالإضافة إلى ذلك، توجد قارتان جنوب قارة إيسوس هما سوثوريوس وأولثوس، واللتان يلفهما الغموض في السلسلة.
يحكي جورج ر. ر. مارتن قصة أغنية الجليد والنار في عالم بديل للأرض، «عالم خيالي» مثل جون ر. تولكين وتحفته الأرض الوسطى. وقد صرح مارتن أيضًا أن هذا العالم قد يكون أكبر من العالم الحقيقي. ويمكن اعتبار قصة أغنية الجليد والنار أنها قصة تحدث في عالم ما بعد السحر إذ لم يعد يؤمن الناس بوجود أشياء خارقة للطبيعة مثل كائنات الآخرين، وفي حين أن الشخصيات تدرك الجوانب الطبيعية لعالمهم، إلا أنهم يغفلون عناصره السحرية ويجهلونها. وكذلك فإن الأديان تلعب دورًا بارزًا في حياة الناس.

## الخرائط
| الخريطة                          | لعبة العروش | صدام الملوك | عاصفة السيوف | وليمة للغربان | رقصة مع التنانين | أراضي أغنية الجليد والنار |
| -------------------------------- | ----------- | ----------- | ------------ | ------------- | ---------------- | ------------------------- |
| شمال ويستروس                     | نعم         | نعم         | نعم          | نعم           | نعمو.م           | نعم                       |
| جنوب ويستروس                     | نعم         | نعم         | نعم          | نعم           | نعمو.م           | نعم                       |
| خريطة مدينة كينجز لاندنج         |             | نعم         |              |               |                  | نعم                       |
| ما وراء الجدار                   |             |             | نعم          |               | نعم              | نعم                       |
| خليج النخاسين وفاليريا وسوثوريوس |             |             |              |               | نعم              | نعم                       |
| جزر الحديد                       |             |             |              | نعم           |                  |                           |
| المدن الحرة                      |             |             | نعم          |               | نعم              | نعم                       |

و.م تشير إلى نسخة الولايات المتحدة.
تحتوي لعبة العروش - أول رواية من سلسلة أغنية الجليد والنار - خريطتين لويستروس. وقد أضاف كل كتاب جديد في السلسلة خريطتين - حتى رقصة مع التنانين - ليصبح لدينا سبع خرائط متاحة لهذا العالم الخيالي في الكتب. قال مارتن في 2003 أنه تعمد إخفاء الخرائط الكاملة للعالم حتى يدرك القراء كيف كان الناس من العصور الوسطى يتعاملون مع العالم من حولهم وجهلهم بالأماكن البعيدة عنهم. وهو أيضًا لا «يوافق على النظرية المذكورة في الدليل الصعب لأرض الخيال والتي تنص أن الشخصيات لا بد لها أن تزور كل مكان على الخريطة». ومع ذلك، فقد قال أن القراء قد يتمكنون من تجميع خريطة للعالم بنهاية السلسلة. كان يبهم عمدًا حجم العالم مهملاً مقياس الرسم على الخرائط لتثبيط توقع مسافات السفر للمسافات المقاسة. تغير رسامو الخرائط أثناء كتابة رقصة مع التنانين حتى تصبح الخرائط متاحة بنسختين للرسامين جيمس سنكلير وجيفري ل. وارد، اعتمادًا على الكتب. أعيد رسم الخرائط القديمة لتطابق نمط الخرائط الجديدة.
نُشرت مجموعة من الخرائط المطوية في 30 أكتوبر 2012 باسم أراضي أغنية الجليد والنار (ردمك 978-0345538543). رسم جوناثان روبرتس الخرائط بناءً على مسودات جورج ر. ر. مارتن. توجد 12 خريطة في المجموعة وهي: العالم المعروف والغرب وإيسوس الوسطى والشرق وويستروس وما وراء الجدار والمدن الحرة وخليج النخاسين وبحر الدوثراكي وكينجز لاندنج وبرافوس و«الرحلات»، أي المسارات التي اتخذها الشخصيات في الروايات.

## ويستروس
تجري أحداث القصة على قارة تسمى ويستروس، وهي بمساحة أمريكا الجنوبية تقريبًا. هذه القارة هي موطن للممالك السبع ولبلاد ما وراء الجدار العظيم - وتشكل مساحة كبيرة من ويستروس - وهي بنفس مساحة كندا، ومعظمها لا يوجد أي خريطة ولم يُستكشَف. قارة ويستروس تقبع تحت رحمة دورة تتكون من فصلي الشتاء والصيف وليس لهما مدة محددة وقد يستمران أعوامًا كثيرة. في بداية السلسلة، حل على القارة صيف استمر عقدًا من الزمن وباتت المخاوف تتكاثر بشأن شتاء طويل وقاسٍ يتبع هذا الصيف.
في بداية الرواية، كانت ويستروس يحكم معظمها ملك واحد، وتسع عائلات كبرى تقسم له بالولاء وتحكم التسع مناطق. استلهم مارتن هنا سلسلته من العصور الوسطى في أوروبا: تحديدًا الممالك السبعة لإنجلترا وحرب المائة عام والحروب الصليبية والحملة الصليبية على الكثار وحرب الوردتين. كان أول من سكن هذه القارة كائنات تسمى بأطفال الغابة: وهي كائنات شبيهة بالبشر تعبد الطبيعة وقد نحتوا وجوه آلهتهم على شجر خشب الهدار (Weirwood Trees). لاحقًا، هاجر البشر إلى ويستروس قادمين من إيسوس عبر ما يعرف بذراع دورن (Arm of Dorne) وأطلق عليهم المؤرخون اسم البشر الأوائل. حاول هؤلاء البشر استصلاح الأراضي مما تسبب في عداء أطفال الغابة وفي النهاية نشبت الحرب بينهم. انتهت الحرب بمعاهدة تسمى «الميثاق» مُعلنةًً بداية عصر الأبطال. في هذا العصر، اتخذ البشر الأوائل آلهة الأطفال آلهةً لهم، والتي أصبحت تعرف فيما بعد بالآلهة القديمة.
قبل أحداث الروايات بثمانية آلاف سنة، ظهر جنس مبهم يسمى الآخرين (أُطلق عليها في المسلسل التلفازي اسم السائرين البيض) أقصى الشمال صَاحَبهم شتاءٌ عرف باسم «الليل الطويل» واستمر لعقود، إذ اتحد أطفال الغابة مع البشر الأوائل وحاربوا هؤلاء الآخرين، وتُوِّجت هذه الحرب بنصر للتحالف ليقيموا بينهم وبين هذه الكائنات سورًا عظيمًا يمنع عبورها من أقصى الشمال.
في وقت لاحق، غزا شعب الأندال (The Andals) قارة ويستروس مهاجرين من بلدهم الأصلي أندلس (Andalos) بشمال غرب إيسوس وشرعوا بنشر دينهم إيمان السبعة وكانت أسلحتهم من الصلب. استعصى على الأندال غزو الشمال بفضل منطقة المستنقعات التي تفصله عن بقية القارة والتي تسمى العُنُق. كما عمد الأندال إلى إبادة أطفال الغابة في البلاد الجنوبية حتى فنوا من تلك البلاد وتناقص عددهم تدريجيًا حتى تبقى منهم القليل في الشمال. بمرور الوقت، تكونت الممالك السبع: وهي مملكة الشمال وجزر الحديد ومملكة الوادي والبلاد الغربية وبلاد العواصف ومملكة المرعى ومملكة دورن. كانت الممالك السبع في حرب مستمرة بين بعضها البعض، ولم تتمكن أي مملكة منها من الهيمنة على الممالك الأخرى لفترة طويلة من الزمن. ويمكن تلخيص هذه الممالك في تلك الحقبة إلى:
- مملكة الشمال، ويحكمها آل ستارك وعاصمتها وينترفل
- مملكة الجزر والروافد ويحكمها آل هور وعاصمتها هارنهال
- مملكة الجبل والوادي ويحكمها آل آرن وعاصمتها العش
- مملكة الصخرة ويحكمها آل لانستر وعاصمتها صخرة كاسترلي
- مملكة العاصفة ويحكمها آل دوراندون وعاصمتها ستورمز إند
- مملكة المرعى ويحكمها آل غاردنر وعاصمتها الحدائق المعلقة
- إمارة دورن ويحكمها آل مارتل وعاصمتها رمح الشمس

قبل ثلاثمئة سنة من بداية السلسلة، أتى قائد عسكري من الفاليريين يدعى إغون ولُقِب لاحقًا بإغون الفاتح ومعه أختاه الزوجتان فيسنيا ورينيس من آل تارغريان وكانوا يتخذون دراجونستون مقرًا لهم وهبطوا بأرض بشرق ويستروس عُرفت لاحقًا باسم كينجز لاندنج. سحقت تنانينهم القوية ست ممالك من الممالك السبع إما من خلال الغزو أو الاستسلام، ولكن بقيت دورن عصية عليهم لمدة قرنين من الزمن ومستقلة عن الممالك الأخرى ولكنها توحدت في النهاية مع الممالك الأخرى عبر تحالف بالزواج. صنع آل تارغريان عرشهم الشهير من سيوف الملوك الخاضعين لهم وصهرهوا تلك السيوف بلهيب التنانين ثم أسموه العرش الحديدي وجعلوا كينجز لاندنج مقر حكمهم وعاصمة مملكتهم وبقوا في سدة الحكم للقارة حتى خلعهم إدارد ستارك وروبرت باراثيون.

### الشمال

قارن المؤلف مارتن شمال ويستروس بإسكتلندا.

يتكون الشمال من الجزء الشمالي من الممالك السبع ويحكمه آل ستارك ومقرهم وينترفل. تماثل مساحة الشمال تقريبًا مساحة الست ممالك الأخرى مجتمعةً ولكنه أقل سكانًا. استوحى مارتن الشمال من اسكتلندا. يتصف الشمال ببرودة جوه؛ إذ أن الثلوج الخفيفة معتادة بصرف النظر عن الفصل، في حين أن الشتاء يُوصف بالقارس. حدود المنطقة الشمالية هي «الهدية الجديدة»، وهي منطقة مساحتها 50 فرسخًا يمتلكها العسس - حرس الليل - (Night's Watch). يفصل الشمال عن بقية الممالك بالجنوب برزخًا من المستنقعات يسمى العُنُق (Neck)؛ ويسكنه أهل المستنقعات ويحكمه آل ريد ومقرهم القلعة الرمادية، وهم يقسمون بالولاء لآل ستارك. ضيق العنق وتضاريسها الصعبة بالإضافة إلى وجود خندق كايلين المنيع جعلها حدودًا طبيعية للشمال، وحصنًا منيعًا أمام أي غزو قادم من الجنوب. يوجد بالشمال ميناء مزدهر ويقع في مدينة الميناء الأبيض. يُحرم أطفال الزنا من اتخاذ لقب عائلة أبيهم ويتخذون لقبًا آخر حسب كل منطقة في الممالك السبع - وهو تقليد متعارف عليه في ويستروس؛ ففي الشمال يتخذون لقب سنو (Snow، ويعني الثلج).

#### وينترفل
وينترفل هو اسم القلعة التاريخية لآل ستارك. القلعة مبنية على حمة طبيعية والماء الساخن يجري عبر أسوار القلعة، جاعلاً القاعات والغرف دافئة. توجد عدة حمامات حيث تتجمع المياه الساخنة في أشجار الآلهة (Godswood). تمنع الحمة تجمد الأرضية في الصيف والشتاء. وتحتوي المدينة سراديبًا عميقةً إذ تُدفن جثامين آل ستارك خلف تماثيل تشبههم وبجانبها ذئب رهيب عند أقدامهم وسيوفهم مسلولة بين أيديهم. يعود تاريخ هذا السرداب إلى ملوك الشمال القدامى الذين حكموا قبل مجيء إغون الفاتح وقبل غزو الأندال كذلك.
استخدمت الحلقة التجريبية والموسم الأول من المسلسل برج الساعة الذي يعود للقرن السادس عشر والفناء الأثري لمركز كليرسكي للمغامرات الموجودين في قلعة الحرس في مقاطعة داون بأيرلندا الشمالية لتصوير وينترفل. استخدمت قلعة دون في إستيرلينغ باسكتلندا - والتي ظهرت مسبقًا على أنها قلعة أنثراكس في مونتي بايثون والكأس المقدسة - للمشاهد الخارجية لوينترفل. صُورت أشجار الآلهة التي بوينترفل في مقاطعة سينتفيلد (منطقة أشجار مغلقة حيث تعبد الشخصيات الآلهة القديمة بوجوهم منحوتة على الأشجار). اِستُخدم موقف للسيارات لتصوير ساحة وينترفل ومخزن الخمر بسرداب آل ستارك. ظهرت حديقة غابة توليمور في مقدمة الحلقة التجريبية والمشهد المحوري عندما وجد آل ستارك الذئاب الرهيبة. في الوقت نفسه، مثلت كارنكاسل المكان الذي قام فيه ند ستارك بقطع رأس الهارب ويل جنوب الجدار. صُورت الأماكن داخل وينترفل كبرج القصر الأول والقاعة الكبيرة وغرفة نوم كاتلين في ستديو بينت هول. كما صرحت مصممة الديكور جيما جاكسون بأن «وينترفل مستوحاة من قلعة اسكتلندية».

#### الجدار

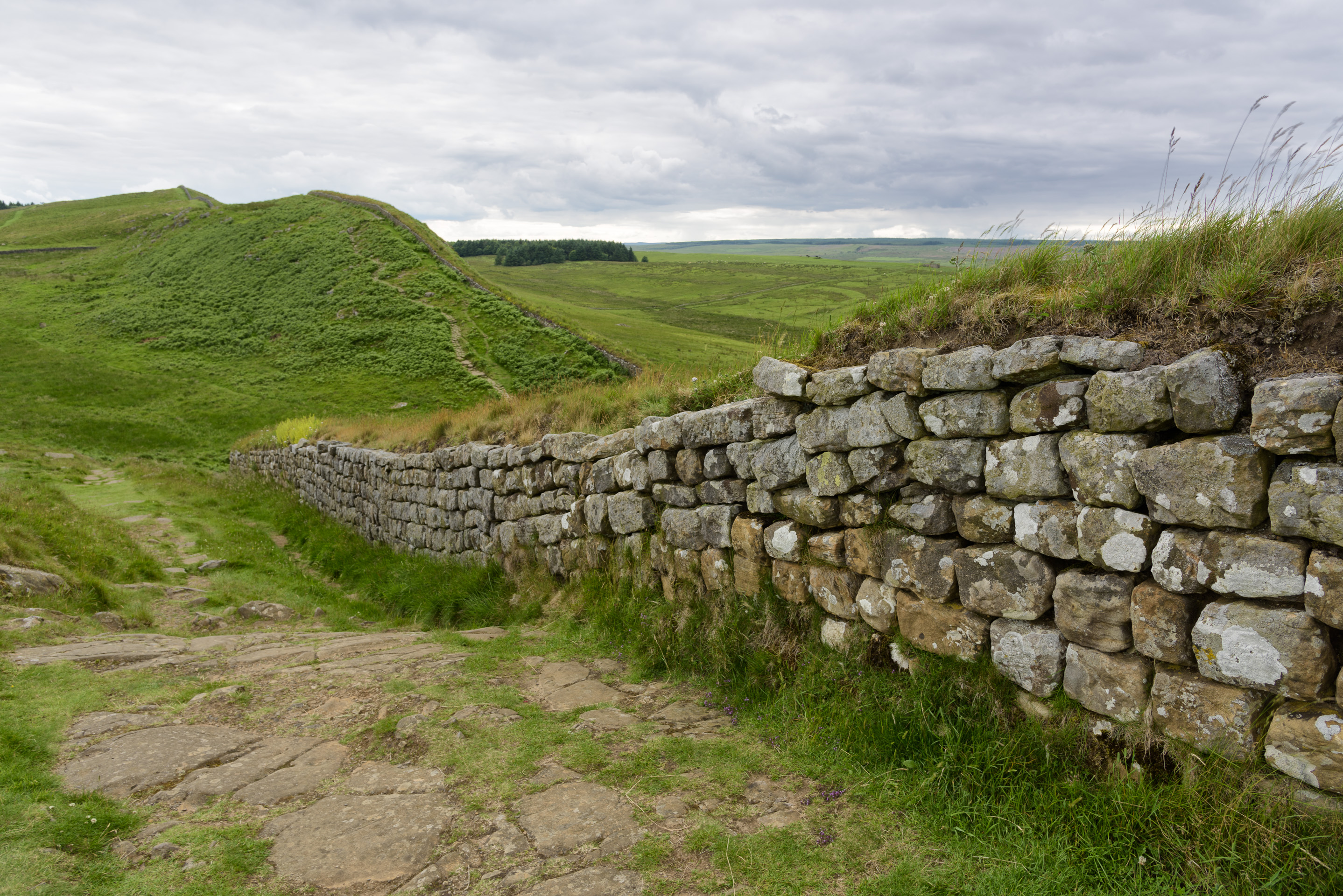
سور هادريان في شمال إنجلترا المستوحى منه الجدار في سلسلة أغنية الجليد والنار.

الجدار هو بناء عالٍ من الحجر والجليد والسحر على الحدود الشمالية للممالك السبع. هو مكان تواجد العسس (حرس الليل)، وهي منظمة أقسمت على حماية ممالك البشر من الأخطار المتربصة وراء الجدار. الجدار مستوحى من زيارة مارتن إلى سور هادريان، المتواجد في إنجلترا الشمالية بالقرب من الحدود من إسكتلندا. فعند إطلال مارتن من فوق التلال، تسائل عما كان يشعر به قائد مئة روماني ينحدر من مناطق البحر المتوسط، وهو يجهل الأخطار التي قد تأتي من الشمال. أثرت هذه التجربة عميقًا فيه لدرجة أنه بعد عقد - في 1991 - أراد «أن يكتب قصة عن الناس التي تحرس نهاية العالم»، وجوهريًا «الأشياء الآتية من الشمال (الخيالي) أكثر رعبًا من الإسكتلنديين والبيكتس». عدل مارتن حجم الجدار وطوله وطبيعته السحرية بسبب متطلبات نوعية؛ وصفت فصول جون سنو الجدار بأن طوله 480 كيلومتر وارتفاعه 210 متر بشكل عام، في حين أنه يصل إلى ارتفاع 270 متر في بعض المناطق بسبب كتلة الأساس الضخمة. سطح الجدار عريض كفاية لدرجة أن 12 فارسًا يمكنهم التجول جنبًا إلى جنب على ظهور أحصنتهم، (تقريبًا بعرض 10 أمتار) في حين أن الأساس سميك لدرجة أن البوابات تشبه أنفاقًا تمر عبر الجليد.
تدَّعي الأساطير في الروايات أن البشر الأوائل، أو بالأخص ملكهم في الشمال براندون البنَّاء (Brandon the Builder) بمساعدة أطفال الغابة والعمالقة، شيدوا الجدار قبل 8 آلاف سنة من أحداث السلسلة. منذ ذلك الحين أصبح الجدار يحرسه العسس (حرس الليل) لحماية ممالك البشر من الأخطار التي تقبع وراء الجدار، والتي كانت في البداية هي الآخرون (السائرون البيض) لتصبح فيما بعد غارات الهمج. مُنِح العسس شريط من الأرض يسمى «الهدية» بامتداد 50 فرسخًا جنوب الجدار للأبد لأجل الزراعة. في رواية لعبة العروش، توجد ثلاث قلاع فقط - من أصل تسعة عشر قلعة - مجهزة بالرجال: ألا وهي القلعة السوداء وبها حامية مكونة من 600 رجل، وبرج الظلال وقلعة البحر الشرقية وكل قلعة منهما بها حامية مكونة من 200 رجل. وقد انهارت أجزاء من القلعة السوداء.
صُورت مشاهد القلعة السوداء والجدار في محجرة مارامورن المهجورة بالقرب من بلفاست في أيرلندا الشمالية، في حين صُورت مشاهد أعلى الجدار في استديوهات بينت هول. تكونت المجموعة المركبة (بالمشاهد الخارجية والداخلية) من قسم كبير من القلعة السوداء من ضمنها الفناء وقسم المراسلة وقاعة الطعام والثكنات، وقد استخدم سور المحجرة أساسًا للسور الجليدي الذي يحمي ويستروس من المخاطر المتربصة ورائه. وقد صنعوا أيضًا مصعدًا فعالًا لرفع الجوالة أعلى الجدار. بُنيت قلعة بحجرات حقيقية ومصعد يعمل بالقرب من جرف بارتفاع 122 متر. «اكتشفت رافعات البناء في مكان عمل قريب وترفع حتى 18 قدم (5.5 متر)؛ وتملئ المؤثرات البصرية الباقي لتجعل الجدار يبدو بارتفاع 700 قدم (213 متر)». لُوِنت المنطقة حول المصعد بالأبيض لتبدو كالجليد. تفاجئ مارتن بالارتفاع وفكر، «ربما قد جعلت الجدار ضخمًا أكثر مما ينبغي!» وأضاف «إنه مكان مذهل ولكنه مدقع. إنه رطب وممطر والطين كثيف»، والذي «يجعل الممثلين حقًا كأنهم في نهاية العالم مع كل هذا البرد والرطوبة والقشعريرة».

#### ما وراء الجدار

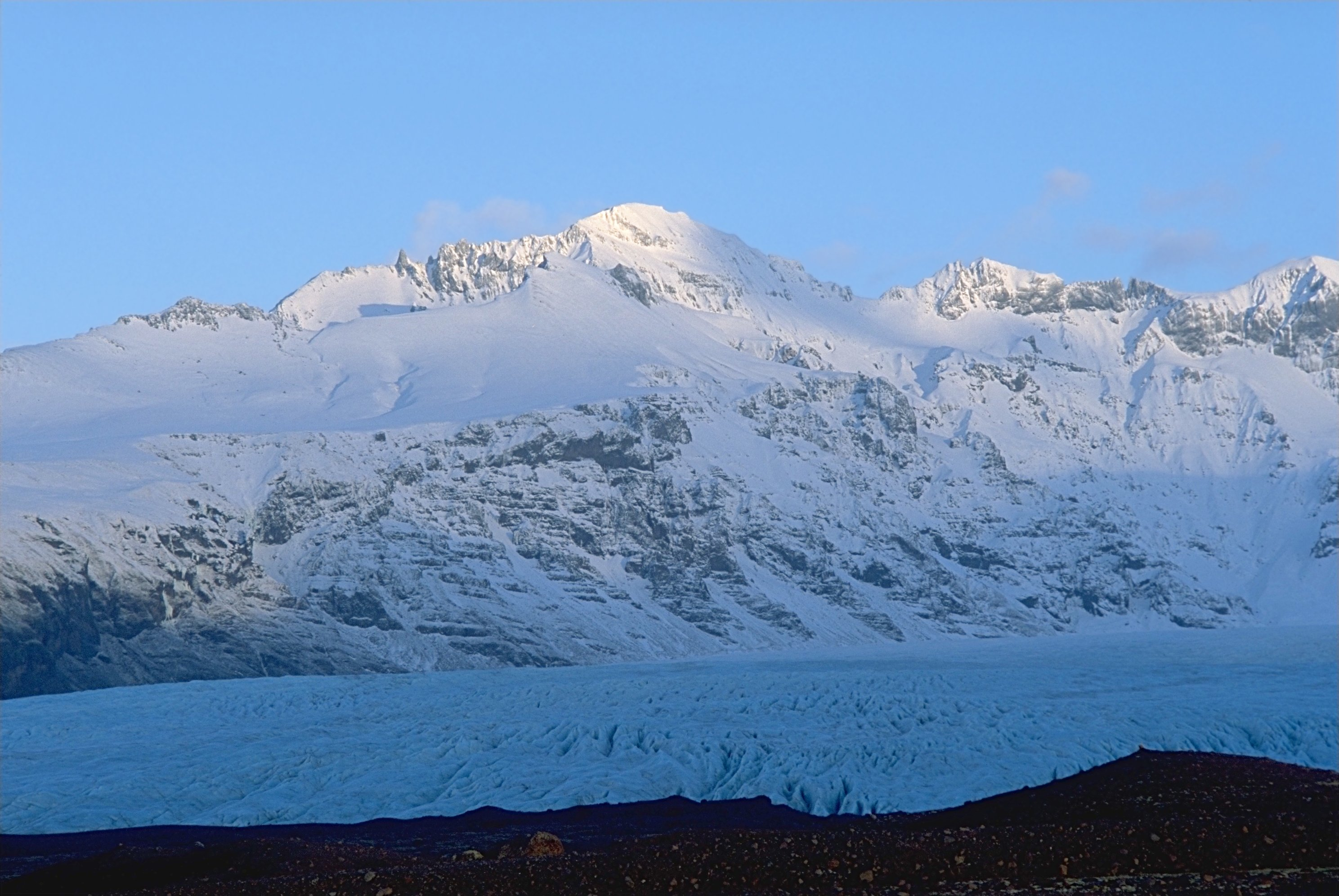
الموسم الثاني من المسلسل التلفازي قد عرض مشاهد شمال الجدار والتي صُورت على الغطاء الجليدي فاتنايوكوتل في آيسلندا.

تأخذ رواية صدام الملوك القصة إلى بلاد ما وراء الجدار، بالرغم من أن أول خمسة كتب لا تستكشف «ما يوجد حقًا في الشمال ... ولكن الكتابين الآخرين سيقومان بذلك حتمًا». استخدم المسلسل التلفازي آيسلندا لأماكن تصوير ما وراء الجدار. قال مارتن - الذي لم يزر آيسلندا - أن ما وراء الجدار «أكبر بكثير من آيسلندا والمساحة الأقرب للسور كثيفة الغابات، ولذلك هي أشبه بكندا — خليج هدسون أو الغابات الكندية شمال ميشيغان. ثم أنه بمجرد أن تتعمق شمالًا أكثر فأكثر، فإنها تتغير. ثم تصل إلى التندرا وحقول الجليد وتصبح أكثر كالمنطقة القطبية الشمالية. وهناك توجد سهول على جانب ومجموعة من الجبال العالية على الجانب الآخر. بالطبع - مرةً أخرى إنه خيال - جبالي هي أشبه بالهيمالايا». في مختارات لإتش بي أو، صرح مارتن أن بلاد ما وراء الجدار هي جزء كبير من ويستروس، وحجمها أقرب لحجم كندا. يعيش الهمج - أو كما يسمون أنفسهم "الشعب الحر" - في بلاد ما وراء الجدار حتى وادي ثين، ويقع شمال ذلك الوادي بلاد الشتاء الدائم وهي منطقة لا يفارقها الشتاء ويعتقد أنها موطن الآخرين (السائرين البيض) ومنشأهم.
أثناء الموسم الأول، استخدمت إتش بي أو أماكن يمكن تزيينها بجليد صناعي لأجل شمال الجدار، ولكن اختارت أماكن طبيعية أكبر في الموسم الثاني. قال بينيوف «التصوير الأوليّ لهذه المشاهد، والتي تشمل أنياب الصقيع (Frostfangs) وقبضة البشر الأوائل (Fist of the First Men)، في مثلجة سفينافيلزياكول في سكافتافل، آيسلندا، ثم تبعه تصوير قرب سميرلابيورغ وفيك في هوفدابريكوهايدي». وأضاف «كنا دائمًا نعلم أننا نريد شيء ساحق الجمال وقاحل ووحشي لهذا الجزء من رحلة جون، لأنه في الشمال الحقيقي الآن. كل ذلك في الكاميرا. لا نفعل أي شيء في مرحلة بعد الإنتاج ولا نضيف جبالاً أو جليدًا أو أي شيء».

### جزر الحديد
جزر الحديد هي أرخبيل يقع غرب ويستروس ويحوي سبعًا من الجزر هي بايك وويك الكبرى وويك القديمة وهارلو وسولتكليف وبلاكتايد وأوركمونت، وتقع في خليج الرجل الحديدي قبالة الساحل الغربي للقارة. يحكم هذه الجزر آل غريجوي ومقرهم بايك، وتُوصف بأنها قاحلة، وأن طقسها المحلي «عاصف وبارد ورطب». يُعرف سكان هذه المنطقة ذات الحياة البحرية بين سكان ويستروس باسم الرجال الحديديين، ويتخذون لأنفسهم لقب أولاد الحديد (Ironborn). كما يتخذ أطفال الزنا في جزر الحديد لقب بايك (Pyke).
شاع اسم «رعب البحار» بين الناس على الرجال الحديديين بسبب غاراتهم العنيفة. ويتخذ الرجال الحديديون الإله الغارق معبودًا لهم، وهو - بحسب أساطيرهم - الذي «جعلهم يسلبون ويغتصبون وينحتون الممالك ويكتبون أسمائهم بالنار والدم والأغاني». ويذكر فهرس لعبة العروش باقتضاب أن الرجال الحديديين قد حكموا ذات مرة أراضي الأنهار ومعظم الساحل الغربي لويستروس. وعندما غزا إغون الفاتح ويستروس أباد السلالة الحاكمة وقتئذٍ آل هارن الأسود، ثم اختار آل غريجوي ليحلوا محلهم حكامًا جددًا للرجال الحديديين.

#### بايك

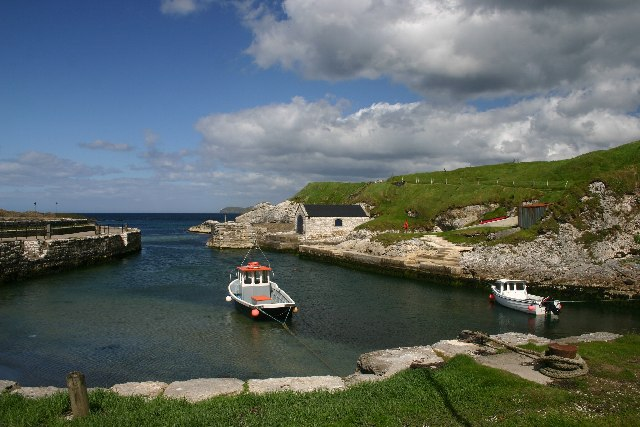
صُورت مشاهد ميناء بايك في مرفأ بالينتوني بأيرلندا الشمالية.

بايك هي مقر آل غريجوي. صور المسلسل التلفازي مشاهد ميناء بايك في مرفأ بالينتوني في مقاطعة أنترم بأيرلندا الشمالية. في الكتب، بُنيت قلعة بايك على نهاية صخرية في جزيرة بايك. عرش بايك هو كرسي صخر البحر. أتلف البحر كثيرًا من الصخرة المبني عليها بايك، لذا أصبحت القلعة تتكون من القصر الرئيسي على الجزيرة العاصمة وأبراج أصغر تقع على الصخور، متصلة ببعضها عن طريق القناطر الصخرية على الفجوات الأصغر حجمًا والجسور الحبالية على الفجوات الأكبر. تقع قرية لوردسبورت في النهاية الأبعد من الجزيرة وتطل عليها قلعة آل بوتلي. أثناء ثورة آل غريجوي، دمر روبرت باراثيون قرية لوردسبورت وقلعة بوتلي، وقد حاصرت قواته بايك واحتلتها. وفي السنوات التي تلت تلك الثورة، أُعيد بناء لوردسبورت ما عدا السبيعة (Sept) - مكان عبادة الآلهة السبعة للأندال وهي شبيهة بالكنيسة - وقد بنى لورد بوتلي قصرًا حجريًا صغيرًا بدلاً من القلعة الخشبية القديمة.

#### ويك القديمة
ويك القديمة هي أصغر وأقدس جزيرة في جزر الحديد. يقام فيها نزاع الملوك - انتخابهم - والجزيرة أيضًا هي المكان الذي قام فيه الملك الرمادي بذبح ناغا - تنين بحري - وبنى بلاط الملك من عظامه حسب أساطير أهالي الجزر.

### أراضي الأنهار
أراضي الأنهار أو أراضي النهر هي مناطق خصبة ومكتظة بالسكان تحيط بروافد نهر الثالوث في ويستروس. بينما تعد أراضي الأنهار إحدى مناطق ويستروس التسعة، إلا أن موقعها المركزي ومزاياها الجغرافية جعلت منها منطقة نزع بين الممالك المتعاقبة بدلاً من أن تصبح المملكة الثامنة المستقلة عن الممالك السبع. تتمركز أراضي الأنهار بين أربع مناطق هي البلاد الغربية وبلاد التاج والوادي والشمال وتفتقد للدفاعات الطبيعية كالتي بالمناطق المحيطة بها، وقد شهدت حروبًا متكررة. أول حاكم ستطاع أن يوحد أراضي الأنهار تحت حكمه كان بيندكت جستمان، ولكن سلالته اندثرت بعدئذٍ بثلاثة قرون. لاحقًا، غزا آل دوراندون أراضي الأنهار، ولكنهم خسروها على يد هاروين هواري "اليد الصلبة" ملك جزر الحديد. وأثناء غزو إغون الفاتح، كانت أراضي الأنهار تحت حكم حفيد هاروين، هارن الأسود ملك جزر الحديد، وتحالف إغون الفاتح مع نبلاء محليين منهم آل تولي الذين ثاروا ضد حكم هارن الأسود. أما بالنسبة لتقاليد ويستروس في إعطاء الأطفال غير الشرعيين ألقابًا لإظهار أصلهم، فإن أولاد الزنا في أراضي الأنهار يتخذون لقب ريفرز (Rivers، ويعني أنهار).

#### هارنهال

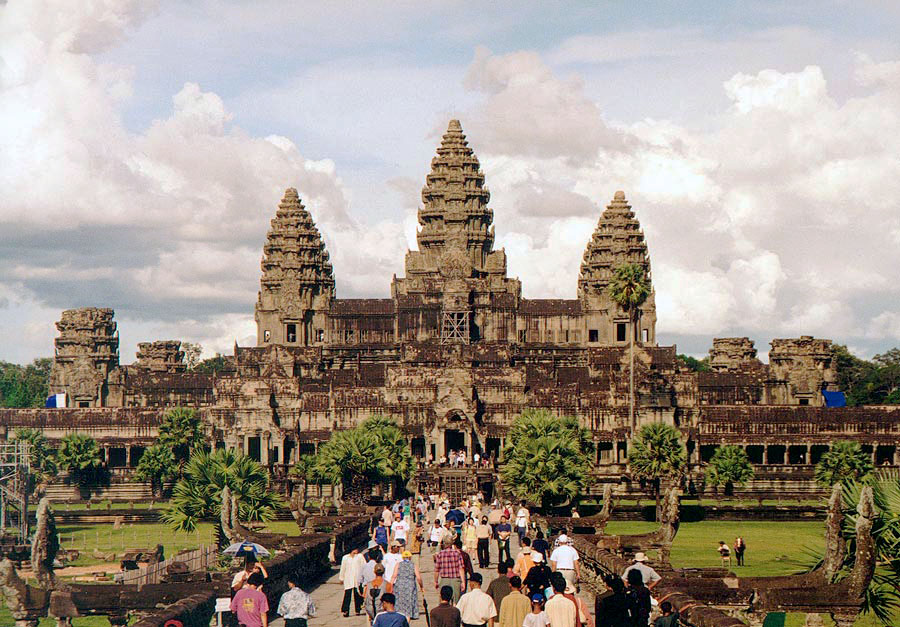
تصميم هارنهول في المسلسل التلفازي مستوحى من أنغكور وات (في الصورة).

هارنهال أو هارنهول هي قلعة مهدمة ضخمة كانت موقع أحداث محورية كثيرة في الروايات. بناها هارن الأسود، بعد غزوه لأراضي الأنهار، بنية جعلها أكبر حصن بُنِي في تاريخ ويستروس. وُصفت القلعة أنها كبيرة جدًا لدرجة أن جيشًا كاملاً مطلوب ليحميها. كان بالقاعة الكبيرة 35 مدخنة وآلاف الكراسي. وبعد فترة وجيزة من انتهاء القلعة، أفنى تنين إغون الفاتح هارن وآله وبنيه وجنده بعدما حرق القلعة حرقًا.
منذ ذلك الحين، احتلت عائلات عدة أطلال القلعة، وجميعها أصبحت منقرضة في نهاية المطاف. ونتيجةً لذلك، آمن سكان ويستروس بأن القلعة ملعونة. تظهر الصعوبات اللوجيستية والاقتصادية في صيانة وحماية قلعة ضخمة كهذه مما جعلها مثل فيل أبيض. في بداية حرب الخمس ملوك، كانت القلعة خاوية على عروشها، ولكن جزء منها صالح للسكن، وتحكمها شيلا وينت آخر عائلتها، وقد خلعها آل لانستر حينما استولوا على القلعة. تغير حكام القلعة مرارًا وتكرارًا على مدار الروايات، وأولئك الذين حكموها كانت نهاياتهم مأساوية.

#### ريفررن
ريفررن هي القلعة التاريخية لآل تولي، أسياد بلاد الفرات منذ الفتح. تقع القلعة عند أحد «مفترقات» نهر الثالوث وتتحكم في مجرى ويستروس الداخلي. القلعة محاطة بجانبين من المياه أحدها نهر تمبلستون وريد فورك. الجانب الثالث يواجه خندق بشري كبير، والذي تملئه المياه أثناء حصار القلعة. أمر بحفره السير أكسيل تولي في الأرض التي استلمها من الملك الأندالي أرميستيد فانس.
القلعة هي موقع انتصار روب ستارك على آل لانستر ومكان تتويجه ملكًا للشمال. بنهاية وليمة للغربان، سلَّم بريندن تولي - الملقب بالسمكة السوداء (Blackfish) - القلعة لجايمي لانستر حقنًا للدماء. بعدئذٍ، استلم القلعة إيمون فراي، حليف آل لانستر.

#### التوأمتان
التوأمتان هما قلعتان شديدتا التحصين يربط بينهما جسر يعبر النهر ويتحكم بالحركة فوقه. التوأمتان هي مقر آل فراي، وقد أصبحوا أثرياء بفضل فرضهم لرسوم على كل من يعبر النهر لمدة ستة قرون. ولأن آل فراي أكثر مالاً وأعز نفرًا، فإنهم من أقوى العائلات الموالية لآل تولي. ويمنح موقع القلعة الاستراتيجي آل فراي أهمية ضخمة في أوقات الحروب.
عندما ذهب روب ستارك إلى التوأمتان ليصلح تحالفه مع آل فراي، غدر به آل فراي إذ ذبحوه هو وجنده من الشمال، فيما عُرف باسم الزفاف الأحمر، وهو أمر منافٍ تمامًا للعادات المحلية في إكرام الضيف. ولذلك فقد اكتسبوا عداوة معظم الممالك السبع، خاصة في الشمال وأراضي الأنهار.

### وادي آرن

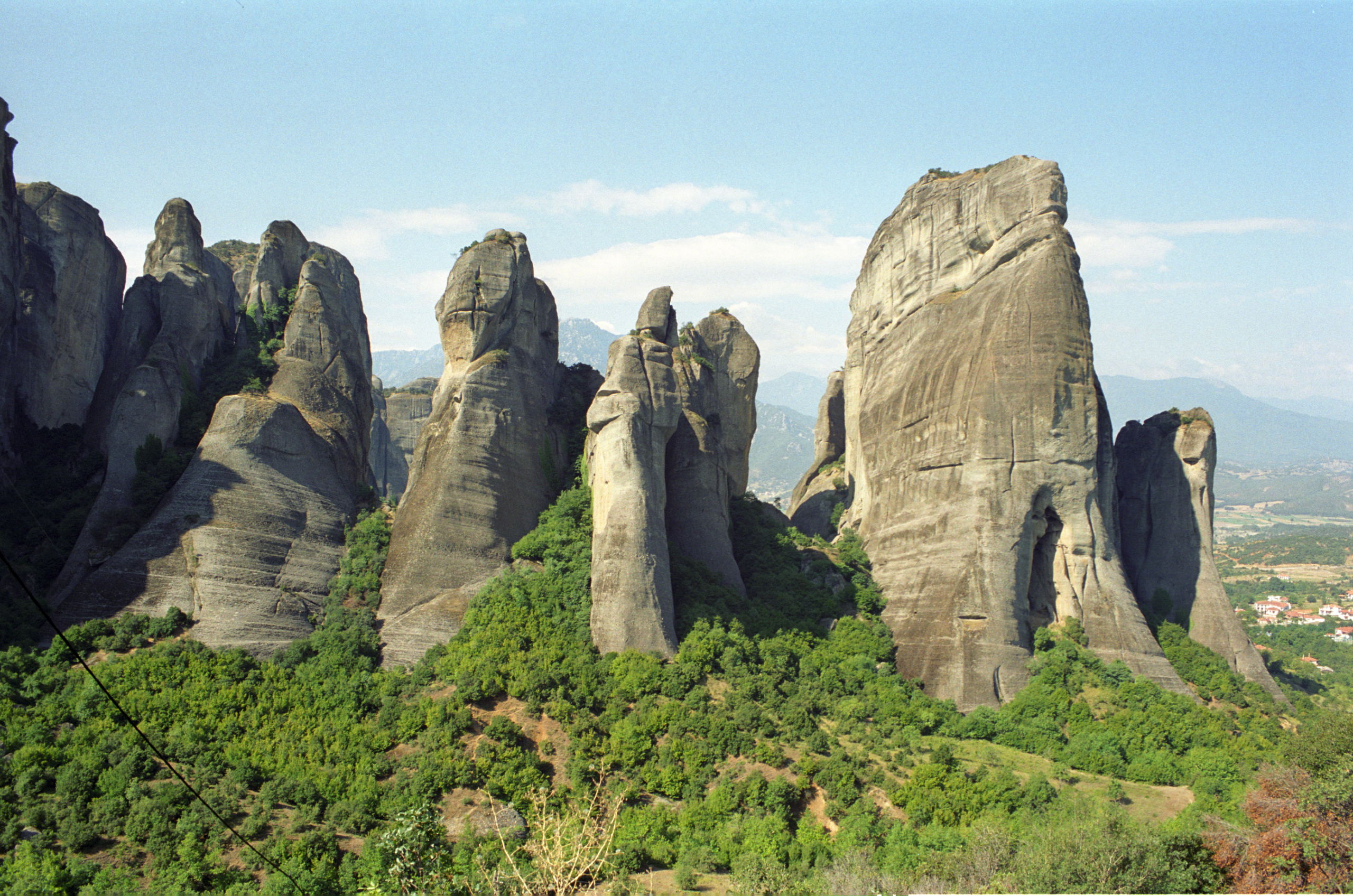
صور من تشكيلة الصخور اليونانية ميتيورا استخدمت في المشاهد المركبة للوادي في المسلسل التلفازي.

الوادي هو منطقة محاطة تقريبًا بالجبال تقع شرق ويستروس. يخضع الوادي لسيطرة آل آرن، واحدة من أقدم سلالات الأندال النبيلة وسابقًا ملوك الجبل والوادي. مقرهم العش وهي قلعة عالية في الجبال وصغيرة ولكنها مسالمة. الطريقة الوحيدة للوصول إلى الوادي هي من خلال طريق جبلي زاخر بحيوانات تسمى «قطط الظل» ومنحدرات صخرية وعشائر جبلية خطيرة. ينتهي طريق الجبل بمدخل الوادي وهو البوابة الدموية: فهي برجا مراقبة، متصلان بجسر مغطى على منحدرات الجبل الصخري على مسار ضيق جدًا. تمنح حماية الجبال المحيطة الوادي نفسه مناخًا معتدلًا ومروجًا خصبة وغابات. يسمى الجليد الذائب من الجبال والشلالات الدائمة التي لا تتجمد أبدًا بدموع أليسا إذ توفر مياه كثيرة لسكان الوادي. يمتلك الوادي تربة سوداء غنية وأنهار بطيئة عريضة ومئات البحيرات الصغيرة. يتخذ أطفال الزنا في الوادي لقب ستون (Stone، ويعني صخر).

#### العش

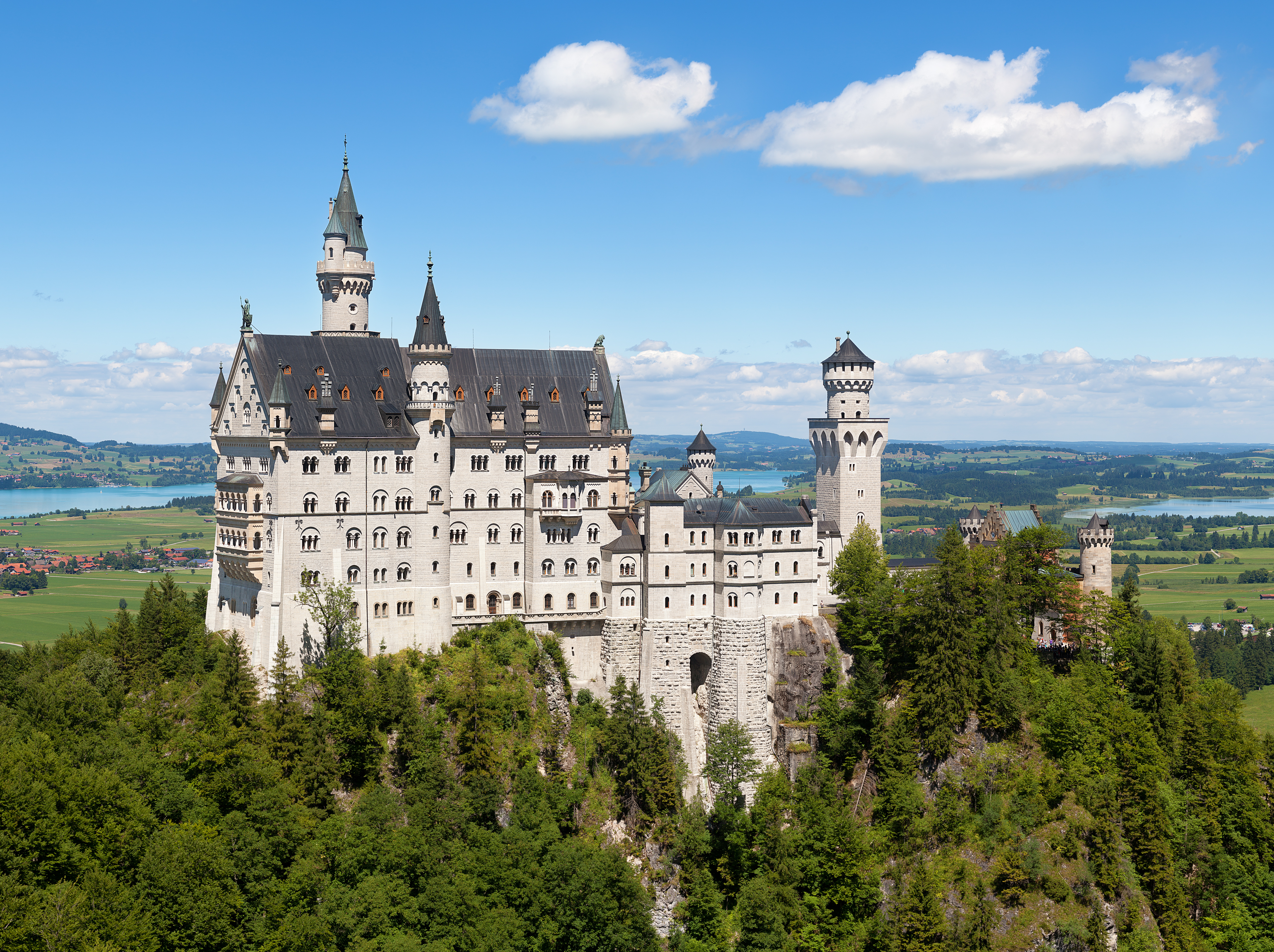
قصر نويشفانشتاين الألماني المستوحى منه العش.

العش هو مقر آل آرن وهو مستوحى على القصر الألماني نويشفانشتاين. يقع العش على حربة العملاق، ويمكن الوصول إليه عن طريق مسار ضيق، تحرسه قلعة بوابات القمر وثلاث قلاع أصغر تسمى الحجر والجليد والسماء. لا بد للمسافرين أن يدخلوا بوابات القمر وسورها العلوي قبل الوصول إلى الممر الضيق أعلى الجبل. تبدأ السلالم فوق حربة العملاق مباشرةً خلف بوابات القمر. يتمركز العش على الجبل و600 قدم (183 متر) في السماء. يشبه الجزء الأخير من الصعود إلى العش العبور من مدخنة إلى سلم حجري، والذي يقود إلى مدخل سرداب العش. بسبب قسوة الشتاء في جبال القمر، فإن السفر من العش وإليه ممكن خلال الجبال في الصيف فقط.
العش هي أصغر قلعة من القلاع العظمى في القصة إذ تتألف من سبعة أبراج ضئيلة تتواجد معًا على نحو ضيق. وليس بها إسطبلات أو مربيات كلاب أو دكاكين حدادة، ولكن الأبراج تتسع لخمسمئة شخص ومخزن الحبوب يمكنه الحفاظ على المتطلبات المنزلية الصغيرة لمدة عام أو أكثر. لا يُبقي العش الماشية في متناول الأيدي؛ فيجب إحضار كل منتجات الألبان واللحوم والفاكهة والخضراوات... إلخ، من الوادي. تحتفظ سراديب ال
قلعة بست رافعات كبيرة بسلاسل حديدية طويلة لسحب المؤن وأحيانًا الضيوف من أسفل، وتستخدم الثيران لرفعها وإنزالها؛ ويجعل الشتاء تموين القلعة مستحيلاً. تشتهر زنازين القلعة باسم «زنازين السماء»، وهي غرف مفتوحة للسماء من جهة واحدة ولها أرضية مائلة التي تجعل السجناء في مواجهة خطر الانزلاق أو الدحرجة من على الحافة. تُنفَّذ الإعدامات في العش عبر باب القمر، وهو حفرة من القاعة العليا بارتفاع 600 قدم (183 متر).
العش مبني من الحجر الشاحب ومزين في المقام الأول بالألوان البيضاء والزرقاء لآل آرن. تمنح التفاصيل الأنيقة الدفء والراحة من خلال المواقد الوفيرة والسجاد والأقمشة الفاخرة. تُوصف كثير من الغرف بالدفء والراحة، مع مناظر الوادي الخلابة أو جبال القمر أو الشلال. يقع برج العذراء أقصى شرق الأبراج النحيلة، لذا يمكن رؤية الوادي كله من نوافذه وشرفاته. غرف سيدة العش مفتوحة على حديقة صغيرة مزروعة بأزهار زرقاء ومطوقة بأزهار بيضاء، وتحتوي على العشب والتماثيل المتناثرة، والتمثال الأوسط لامرأة تبكي يُعتَقد أنها آلايسا آرن، وحوله شجيرات مزهرة. غرف اللورد أبوابها من البلوط الصلب، وتغطي ستائر المخمل الفخم نوافذ من أجزاء معينية صغيرة من الزجاج. الصالة العليا بها سجادة حرير زرقاء تقود لعروش خشب الهدار المنحوتة للورد والسيدة آرن. الأرضيات والأسوار من الرخام الأبيض الحليبي معرقة بالأزرق. يدخل ضوء النهار عبر نوافذ مقوسة ضيقة عالية على طول الجدار الشرقي، ويوجد 50 شمعدان حديدي عالٍ حيث تُضاء المشاعل.
كان اللورد جون آرن يحكم العش، وهو الذي ربى ند ستارك وروبرت باراثيون قبل ثورة روبرت. بعد الحرب، عمل اللورد آرن يدًا (مساعدًا) للملك روبرت باراثيون الأول. وبعد اغتيال اللورد آرن، أخذت زوجته لايسا آرن ابنها المريض روبرت (اسمه روبن في المسلسل التلفازي) وفَرَّت إلى العش. رفضت لايسا التحالف مع أي مطالبين للعرش أثناء حرب الملوك الخمس، ولكن في النهاية تظاهرت بالتحالف مع آل لانستر بعدما وافق اللورد بيتر بيلش بزواجها. قتلها بيلش لاحقًا بعد محاولتها لقتل ابنة أختها سانسا ستارك. ابتداءً من وليمة للغربان، أصبح بيلش يحكم العش بصفته اللورد الحامي ووصي العرش للورد المريض بالصرع روبرت آرن، وكان يخطط لزواج سانسا من هارلود هاردينغ، وهو من سيصبح وريث العش والوادي في حال وفاة روبرت آرن الصغير.
بالنسبة للتراكيب الحاسوبية لوادي آرن في المسلسل التلفازي، كما يُرَى في اللقطة التأسيسية للوادي ومن زنازين السماء، استخدم فريق التأثيرات البصرية صورًا وأنسجة من من تشكيلة الصخور اليونانية ميتيورا. كانوا في البداية يفكرون في جبال زهانغجياجي في الصين، ولكن لأن لوحات قاعدة المشهد صُورت في أيرلندا الشمالية، فكان استخدام ميتيورا أفضل. قالت مصممة المجموعة جيما جاكسون أن «كثير من الفسيفساء في العش كانت مستوحاة من كنيسة جميلة زرتها في روما». صُورت الصالة العليا لآل آرن من الداخل في ذا بينت هول مستخدمةً واحدة من منصات الصوت هناك. اعترف مارتن أن المجموعة مختلفة بشكل كبير من تقديمها من الكتب: «في الكتب، الغرفة طويلة ومستطيلة. لكن (منصة صوت ذا بينت هول) لها بشكل أساسي مساحة مربعة، وقد اختاروها ليضعوا فيها قاعة مستديرة، مع سلم متقوس إلى عرش موجود بالأعلى».

### البلاد الغربية
البلاد الغربية أو الأراضي الغربية هي أراضي ويستروس غرب أراضي النهر وشمال المرعى. يحكمها آل لانستر ومقرهم كاسترلي روك، وكانوا سابقًا ملوك الصخرة. يُطلق على سكان هذه المنطقة اسم «الغربيون». لانيسبورت - يقع بالقرب من كاسترلي روك - هي البلدة الرئيسية للمنطقة وواحدة من أكبر الموانئ والمدن في ويستروس. البلاد الغربية غنية بالمعادن الثمينة - أغلبها الذهب - وهي مصدر ثروتهم. وطبقًا لتقاليد ويستروس، يتخذ أولاد الزنا لقب هيل (Hill، ويعني التل).

#### كاسترلي روك

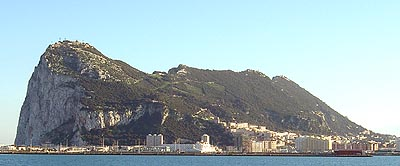
كاسترلي روك مستوحاة من صخرة جبل طارق (في الصورة).

كاسترلي روك (Casterly Rock) أو صخرة كاسترلي هي قلعة منحوتة من جبل مطل على مدينة الميناء لانيسبورت والبحر من ورائها، وكاسترلي روك هي المقر الموروث لآل لانستر. طبقًا للأسطورة الشهيرة، فإن البطل المعروف باسم لان البارع قد خدع الكاسترليين - من البشر الأوائل - ليسلموا الروك وقد أخذها لنفسه. كانت الصخرة مشهورة بأنها أغنى منطقة بسبب وفرة مواردها الذهبية، وهي إحدى أقوى القلاع في الممالك السبع. لم تسقط أبدًا في معركة، برغم من غارات سكان جزر الحديد وخطط روب ستارك في حرب الخمس ملوك. كان يحكمها تايون لانستر قبل حرب الخمس ملوك، ولكن بعد موته، عينت الملكة وصية العرش سيرسي لانستر أحد أقاربها آمرًا للقلعة. حتى رقصة مع التنانين، لم تحدث الروايات في كاسترلي روك، لكن أوصافها كان يحكيها آل لانستر في فصول من وجهات نظرهم.
غرب كاسترلي روك، على الساحل، تقع مدينة لانيسبورت. ميناء مشغول يديره آل لانستر، ازدهرت لانيسبورت وأصبحت مدينة غنية ومحمية. المدينة هي موطن عدد أقل من آل لانستر بألقاب مشابهة، مثل لانيس.
ذكر جورج ر. ر. مارتن في مدونته أن استوحى كاسترلي روك من صخرة جبل طارق.

### المرعى
المرعى هي المنطقة الأكثر خصوبة في ويستروس، ويحكمها آل تيريل ومقرهم هايغاردن. كان آل تيريل أتباعًا لآل غاردنر، ملوك المرعى قبيل غزو إغون. بعد مقتل آخر ملك من آل غاردنر على ساحة النار، سلَّم آل تيريل هايغاردن إلى إغون الذي كافأهم بالقلعة وبمنصب أسياد المرعى. تنبع ثروة وقوة المرعى من حصادهم الوفير من النبيذ الأكثر طلبًا والطعام. خلال أوقات الحرب، تحمي المساحات الشاسعة للمرعى ووفرة الطعام سكانه من المجاعات الأولية والأمراض. وفي مناورة سياسية ملحوظة أثناء الحرب الأهلية في ويستروس وحرب الملوك الخمسة، وفَّر آل تيريل مئات العربات من الطعام للسكان، مؤكدين الصورة الإيجابية لآل تيريل أولاً، والتحالف مع العرش الحديدي وآل باراثيون ثانيًا. مع أن آل تيريل كانوا هم المدبرون للمجاعة في المقام الأول، وتلك كانت جزءًا من خطتهم لمساندة رنلي باراثيون في انتزاع العرش الحديدي. أشهر مدينة في المرعى هي البلدة القديمة. وهي أقدم مدينة في ويستروس وموطن قلعة الحكماء والمقر السابق لإيمان السبعة. يتخذ أولاد الزنا في المرعى لقب فلاورز (Flowers، ويعني الزهور).

#### البلدة القديمة

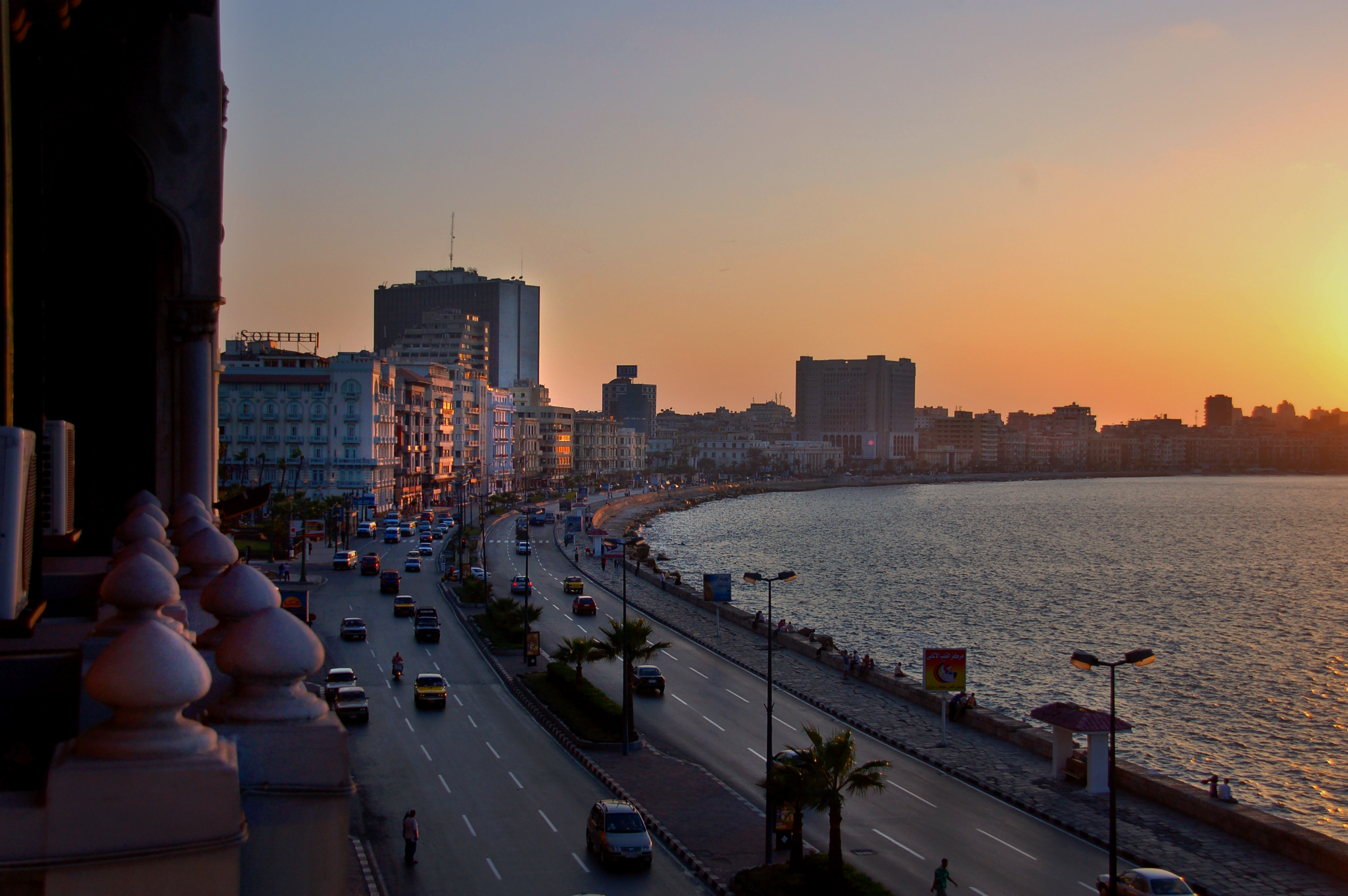
تعد مدينة الإسكندرية هي النسخة الواقعية من البلدة القديمة حيث تتشابه معها في وجود المكتبة والميناء والفنار

البلدة القديمة هي إحدى أكبر المدن في ويستروس والأقدم حتى الآن، بناها البشر الأوائل قبل غزو الأندال. نجت المدينة من الغزو عن طريق الترحيب بالغزاة الأندال بدلاً من مقاومتهم. تقع المدينة في جنوب غرب ويستروس، عند منبع نهر هانيواين، إذ تفتح عند الصوت الخافت وبحر الغروب من بعده.
اشتهرت البلدة القديمة بوجود القلعة، مقر تنظيم الحكماء (Order of Maesters) وهم يخدمون بصفتهم مستشارين وأطباء وعلماء ومدراء كتب البريد للممالك السبعة. كانت السبيعة النجمية للمدينة مقر إيمان السبعة حتى تأسس معبد بيلور العظيم في كينجز لاندنج. يؤرخ التقويم الويستروسي بداية حكم إغون الفاتح بدخوله لمدينة البلدة القديمة ومبايعة الكاهن الأعلى له.
البلدة القديمة هي ثاني أهم ميناء في الممالك السبع بعد كينجز لاندنج: تتزاحم السفن التجارية من جزر الصيف والمدن الحرة والمدن الشرقية وبقية ويستروس في مرافئها. تُوصف المدينة نفسها بأنها مذهلة الجمال؛ إذ تتقاطع الكثير من الأنهار والقنوات في شوارعها المرصوفة، وتنتشر القصور ذات الأحجار الفاتنة. تفتقد المدينة إلى قذارة كينجز لاندنج، مما سلبها من مكانتها كأبرز مدينة في ويستروس.
أكبر بناء في المدينة والأطول في ويستروس هو البرج العالي، وهو منارة مدرجة والتي تمتد إلى 240 مترًا في السماء وفي أعلاها مشعل ضخم يمكن رؤيته على بعد أميال من البحر. البلدة القديمة يحكمها آل هايتاور. في البداية كانوا ملوكًا مستقلين، ثم أقسموا بالولاء لآل غاردنر من هايغاردن بعد ذلك، وأصبحوا أتباع آل تيريل بعد الغزو. آل هايتاور معروفون بولائهم وصلابتهم. الحاكم الحالي للمدينة هو اللورد ليتون هايتاور.
بقيت البلدة القديمة بمعزل عن حرب الخمس ملوك، ولكن في أواخر الحرب أطلق رجال الحديد بقيادة يورن غريجوي غارة واسعة النطاق بطول الساحل، محتلين جزر الدرع (Shield Islands) وجزء من جزيرة الشجرة (Arbor) قبل محاولة حصار منبع هانيواين. صد مدافعو المدينة محاولة هجوم على المدينة. وبقيت البلدة القديمة تحت تهديد رجال الحديد.

### بلاد العاصفة
بلاد العاصفة أو أراضي العواصف هي المنطقة ما بين كينجز لاندنج وبحر دورن. يحدها من الشرق خليج السفن الغارقة ومن الجنوب بحر دورن. قبل غزو إغون، كان يحكمها ملوك العاصفة، وبعد الغزو أصبح يحكمها آل باراثيون، أقارب من الزنا لآل تارغريان. توجد التخوم الدورنية في المنطقة، وكانت أراضي معارك معتادة بين بلاد العاصفة ودورن حتى انضمت دورن إلى الممالك السبع. يتخذ أولاد الزنا في بلاد العاصفة لقب ستورم (Storm، ويعني العاصفة).

#### ستورمز إند
ستورمز إند (Storm's End، وتعني نهاية العاصفة) هي مقر آل باراثيون ومن قبلهم المقر القديم لملوك العاصفة الممتدين لآلاف السنين. طبقًا للأسطورة، أول ملك للعاصفة في عصر البشر الأوائل كان دوران وزوجته إلنيه (Elenei) ابنة إله البحر وإلهة الرياح. غضب والداها وأرسلا عواصف عنيفة لتحطم قصره وتقتل ضيوف زفافه وعائلته؛ عندئذٍ أعلن دوران الحرب ضد الإلهين وشيَّد قلاعًا عدة على خليج السفن الغارقة، كلٌ منها أكبر وأحصن من سابقتها. أخيرًا، بقيت القلعة السابقة في مكانها وقاومت العواصف. ويعتقد بعض الناس أن أطفال الغابة لهم يد في بنائها؛ وآخرون يظنون أن براندون ستارك - باني الجدار - قد نصح دوران ببنائها. حقيقة الأمر لا تزال مجهولة.
لم تسقط ستورمز إند في وجه حصار أو عاصفة قط. إذ تتكون دفاعاتها الخارجية من سور ساتر طوله 100 قدم (30 متر) وسُمكه 40 قدم (12 متر) على أنحف جانب و80 قدم (24 متر) تقريبًا على جانبه البحري. ويتكون الجدار من مسار مزدوج من الحجارة بنواة من الرمال والحصى. الجدار مصقول ومنحنٍ، والصخور موضوعة جيدًا لدرجة أن الرياح لا تدخل. على جانبه البحري، ويوجد منحدر بارتفاع 150 قدم (46 متر) أسفل الجدار حتى البحر.
تتكون القلعة نفسها من برج طبلي ضخم متوج بأسوار هائلة، وكبير جدًا لدرجة احتواءه على إسطبلات وثكنات وترسانة وغرف اللورد في نفس المبنى. مع أنها لم تسقط في معركة، إلا أنها صمدت ضد أحصرة ومعارك عدة في التاريخ الحديث. تخلى آخر ملك عاصفة أرغيلاك المتكبر عن دفاعاته الحصينة ليواجه قائد التارغريان أوريس باراثيون في معركة مفتوحة أثناء حرب الفتح لإغون تارغريان وانتهى الأمر بهزيمته مما أدى إلى زواج أوريس بابنة أرغيلاك وأصبح سيدًا لستورمز إند.
أثناء حرب المغتصب - وتعرف أيضًا بثورة روبرت - حاصر ستورمز إند اللورد المضيف ميس تايرل لمدة عام، والذي كان قائدًا للقوات البرية، في حين أن أسطول باكستر ردوين من جزيرة الشجرة أبقى القلعة معزولة من ناحية البحر. رفض ستانس براثيون - والذي كان قائدًا للدفاع - الاستسلام وآل الأمر برجاله لأن يصبحوا آكلي فئران.انسل مُهرِّب يدعى دافوس من الحصار لإعادة تموين القلعة فكافئه ستانس بلقب بالفروسية (ترقيته إلى فارس) ومنحه أراضٍ، وهكذا اشتهر آل سيوورث ولكنه قطع أطراف أصابع يده اليسرى عقابًا على جميع تهريباته السابقة. بعد الحرب، كان ستانس غاضبًا لأن أخاه روبرت - الذي أصبح ملكًا - أعطى القلعة لأخيهما الصغير رنلي وجعل ستانس آمرًا لدراجونستون. وهذا قد أدى إلى سنين من المرارة بالنسبة لستانس.
أثناء حرب الملوك الخمس، دعمت ستورمز إند رنلي حين حاول اغتصاب العرش غدرًا، وحاصره ستانس. عندما رفض آمر القلعة كورتناي بنروس استسلام القلعة حتى بعد موت رنلي، قتلته حليفة ستانس الكاهنة ميليساندر واستسلمت القلعة. لاحقًا، حاصر القلعة جيش قوي تحت إمرة ميس تايرل، ولكنه تخلى عن الحصار بعد أسابيع قليلة ليعود إلى كينجز لاندنج بعدما اعتقال الكاهن السباعي الأعلى ابنته مارغري. حتى رقصة مع التنانين، بقيت القلعة تحت إمرة ستانس باراثيون.
في نهاية رقصة مع التنانين، هبط جيش في بلاد العاصفة بقيادة جون كونينغتون وشاب صغير يدَّعي أنه إغون تارغريان ابن ريغار تارغريان وإليا مارتل ووريث العرش الحديدي. لجذب الدعم، كان إغون هذا يخطط لغزو ستورمز إند ورفع راية آل تارغريان فوق الأسوار.
في المسلسل التلفازي، صُورت مشاهد بلاد العاصفة في لاريبين بأيرلندا الشمالية. صُور مشهد ولادة كاهنة ستانس الحمراء ميليساندر لكائن ظل في كهوف كشندن بأيرلندا الشمالية أيضًا.

### بلاد التاج
بلاد التاج هي المنطقة المحيطة بكينجز لاندنج ويحكمها مباشرةً تاج العرش الحديدي. وحد ملوك آل تارغريان هذه المنطقة لتصبح واحدة من مناطق ويستروس التسعة - بعد غزوهم للممالك السبعة - من مناطق الكثافة السكانية المنخفضة من أراضي الأنهار وبلاد العاصفة. تكوِّن بلاد التاج ساحل الخليج الأسود بأكمله، وتتضمن موطن آل تارغريان الأصلي على دراجونستون، في مدخل البحر الضيق عند الخليج الأسود. بجانب كينجز لاندنج، وهي أكبر مدينة في ويستروس، تتضمن بلاد التاج بلدات وقلاع كثيرة. يتخذ أولاد الزنا في بلاد التاج لقب ووترز (Waters، ويعني المياه).

#### دراجونستون
كانت دراجونستون قاعدة لآل تارغريان وتقع أقصى غرب موطنهم الأصلي المعقل الحر فاليريا القديمة. قبل قرن من الدمار، أُرسلت عائلة تارغريان لتحكم دراجونستون. عندما حل الدمار لفاليريا، نجى آل تارغريان مع آخر التنانين الفاليرية. بعد قرن من الدمار، أطلق إغون تارغريان وشقيقتاه الزوجتان رينيس وفيسنيا حملة غزو واسعة النطاق من الجزيرة وأخضع في نهاية المطاف كل ويستروس ما عدا دورن وشمال الجدار. أصبح نسل إغون ملوك الممالك السبع لقرون.
صخر التنين هي قلعة ضخمة وحصينة تشغل حيزًا كبيرًا من الجزيرة التي تحمل نفس اسمها. القلعة فريدة لأن البنَّائين والسحرة الفاليريين نحتوا أبراجها بشكل التنانين وصنعوا كائنات غرغول مخيفة لتغطية أسوارها باستخدام البناء والسحر. طوابق القلعة الدنيا دافئة بسبب النشاط البركاني المترسب أسفل أعماق القصر. يوجد ميناء صغيرة وبلدة خارج القلعة.
أثناء حرب المغتصب، قبل نهب كينجز لاندنج، أُرسلت الملكة ريلا تارغريان، والتي كانت حاملاً، وابنها فيسيرس إلى دراجونستون مع جزء من أسطول آل تارغريان وحامية من الجنود المخلصين. ولكن بعد سقوط كينجز لاندنج، أرسل روبرت أخاه ستانس لأخذ قلعة الجزيرة. بعدما دمرت عاصفة الأسطول الملكي، حاولت الحامية خيانة آل تارغريان وتسليم فيسيرس وأخته الرضيعة دنيرس إلى ستانس (وكانت الملكة قد ماتت أثناء الولادة). لكن أبعد الموالون لآل تارغريان بقيادة السير ويليم داري الطفلين. فتح ستانس دراجونستون بسهولة، ومنحه الملك روبرت ملكية القلعة، ولكنه استخف بهذا الأمر، لأن أخاه الأصغر رنلي قد ورث بعدئذٍ ستورمز إند، المقر القديم لآل باراثيون. أصبح السير أكسيل فلورنت، عم سيليس فلورنت زوجة ستانس، آمرًا للقلعة.
بعد موت روبرت، أعلن ستانس نفسه ملكًا لويستروس، متهمًا أطفال الملكة بأنهم أبناء زنا المحارم من أخيها التوأم؛ وهو الأمر الذي اكتشفه جون آرن ثم من بعده ند ستارك. أصبحت دراجونستون مقره الرئيسي؛ وقد عاد إليها بعد معركة الخليج الأسود الكارثية. حاولت مستشارته الكاهنة الحمراء ميليساندر من أشاي أن تقنعه بأن توقظ «التنين الحجري» في القلعة عبر سحر الدم، ولكن اللورد دافوس سيوورث أقنع ستانس بالذهاب شمال الجدار لمساعدة حرس الليل بدلاً من ذلك. بعدما تخلى ستانس عن دراجونستون، تاركًا النغل (الابن غير الشرعي) رولاند ستورم من نايتسونغ آمرًا للقلعة، أرسلت الملكة وصية العرش سيرسي لانستر أسطولاً لحصارها. مع ذلك، هاجم السير لوراس تايرل دراجونستون مباشرةً، والذي قد نفذ صبره وسعى لتسريح الأسطول ليحمي قلعة موطنه هايغاردن. ثم أخذ القلعة بالفعل ولكنه قد خسر ألف رجل وقيل أنه أُصيب إصابة بليغة. حتى رقصة مع التنانين، دراجونستون الآن تحت سيطرة القوات الموالية لآل تايرل، ونظريًا تحت سيطرة العرش الحديدي مجددًا.
صُور مشهد واحد في دراجونستون، حيث يحرق ستانس التماثيل الخشبية للآلهة السبع، قد في داونهيل ستراند. وفي الموسم السابع من المسلسل، صُورت دراجونستون في عدة أماكن في منطقة إقليم الباسك في إسبانيا: غازتيلوغيتكس في بيرميو وشاطئ إيتزورون في ثومايا وشاطئ موريولا في باررايكا.

#### كينجز لاندنج
كينجز لاندنج هي العاصمة الملكية لويستروس والممالك السبع. يُقدَّر سكان كينجز لاندنج بخمسمئة ألف نسمة. تقع المدينة على الخليج الأسود في المنطقة التي بدأ منها إغون الفاتح غزوه. المدينة الرئيسية محاطة بسور تحرسه حرس المدينة المدعوُّون العباءات الذهبية، تيمنًا بالعباءات التي يرتدونها. داخل الأسوار، تهيمن ثلاثة تلال على منظر المدينة الطبيعي، وقد أطلق عليها أسماء إغون وشقيقتيه. ويشيد العوام الفقراء مستوطنات عشوائية خارج المدينة. تتسم كينجز لاندنج باكتظاظ بالسكان وكذلك بشاعتها وقذارتها. ويمكن للمرء شم الرائحة النتنة لنفايات المدينة من بعيد قرب أسوارها.
تسمى القلعة الملكية بالقصر الأحمر ويقع على تل إغون. القصر هو مقر البلاط الملكي. ويحتوي القصر على العرش الحديدي. صنع إغون العرش من سيوف أعدائه المهزومين. طبقًا للأسطورة، أبقى على النصول حادة لأنه آمن بألا يجلس عليه حاكم مرتاحًا. بعد عدة قرون، لا زال الملوك يجرحون أنفسهم من الجلوس على العرش. يوجد معتقد شائع بأن من يجرح نفسه من العرش فقد «رفضه» العرش وبالتالي لا يصلح لأن يكون ملكًا.
يوجد بالمدينة أيضًا سبيعة بيلور العظيم حيث يتواجد الأكثر تقوى مع الكاهن الأعلى. وهو أيضًا أقدس معبد للآلهة السبع. تسمى الأحياء الفقيرة في كينجز لاندنج قاع البرغوث إذ يتواجد الفقراء الذين يعيشون على «الأوعية البنية»، وهو حساء غامض يحتوي على لحم الجراء وضحايا القتل.
استوحى مارتن كينجز لاندنج من باريس أو لندن في العصور الوسطى. وقد استوحاها من منظر جزيرة ستاتن من منزل طفولته في بايون، نيوجيرسي.
استخدم الموسم الأول من المسلسل التلفازي مدينة العاصمة السابقة لمالطا لتصوير كينجز لاندنج. «ككينجز لاندنج، مدينة هي مدينة محاطة بالأسوار من العصور الوسطى مبنية على تل، ولكنها مدينة داخلية على عكس كينجز لاندنج، لذا قام الإنتاج بتقليصها للقطات الداخلية مثل الشوارع وبوابة المدينة، والتي يمكن رؤيتها عند قدوم ند ستارك. استخدم حصن مانويل القريب لتصوير سبيعة بيلور العظيم»، والذي يمكن رؤيته عند إعدام ند ستارك. مثلت عدة أماكن أخرى حول مالطا القصر الأحمر، «من ضمنها مقر رئاسة مالطا قصر سان أنطون. مثلت بوابات حصن ريكاسولي بوابات القصر الأحمر؛ وقد استخدم حصن سانت أنجيلو لتصوير مشاهد مطاردات آريا للقطط؛ واستخدم دير القديس دومينيك في مشهد مواجهة بين ند ستارك وسيرسي لانستر في غابة الآلهة».
«في الموسم الثاني، تحول تصوير كينجز لاندنج والقصر الأحمر من مالطا إلى الأجزاء التاريخية من دوبروفنيك ومينشيتا وبوكار وحصن لوفريانتش في كراوتيا، والذي سمح للقطات خارجية أكثر للمدينة الأصلية المحاطة بالأسوار من العصور الوسطى». أجزاء من الموسم الثالث صُوِّرت هناك كذلك، وأيضًا في ترستنو. «معروفة باسم لؤلؤة البحر الأدرياتيكي، أثبتث المدينة أنها تتشارك صفات كثيرة مع العاصمة الخيالية: لها منظر محفوظ من العصور الوسطى، وبأسوار عالية وبجانبها البحر». طبقًا لديفيد بينيوف المنتج المنفذ للمسلسل، «(مدينة) المهبط قد تكون أهم مكان في المسلسل كله، ولا بد أن تبدو لائقة»، وأضاف، «في اللحظة التي بدأنا فيها التمشية حول أسوار المدينة علمنا أنها هي. أنت تقرأ الأوصاف في الكتاب وتأتي إلى دوبروفنيك وهذه هي المدينة الفعلية. لها بحر وشمس متلألئان وعمارة بديعة». واسترسل المنتج التنفيذي المشارك دي بي وايس «لإيجاد مدينة كاملة محفوظة من العصور الوسطى محاطة بالأسوار تشبه كينجز لاندنج حيث يتجسد المسلسل، لقد كان ذلك بحثًا مذهلاً». صُورت مسابقة اليد في الموسم الأول في قلعة شاني في أيرلندا الشمالية.
صُورت مشاهد القصر الأحمر الداخلية في ستوديو بلفاست في ذا بينت هول. قالت مصممة الديكور جيما جاكسون: "عندما كنت أفكر بكينجز لاندنج، والجانب الأحمر لها، جعلني أفكر فورًا في راجستان. كانت الأرضية (في كينجز لاندنج) من البانثيون في روما". قال مارتن أن "غرفتنا للعرش هي غرفة عرش مذهلة – في الحقيقة قد عدلنا غرفة عرش لفيلم آخر. ومجددًا، شغلت ربعًا من ذا بينت هول، لذا هي كبيرة، ولكن في بالي (في الكتب)، هي كنيسة وستمنستر، هي كاتدرائية سانت بول.

### دورن
دورن (Dorne) هي أرض تقع أقصى جنوب ويستروس والأقل سكانًا من الممالك الست الأخرى. عاصمتها رمح الشمس هي مقر الحكم لآل مارتل. ابتداءً من الكتب الخمس الأوائل، يحكم دوران نايميروس مارتل أميرًا لدورن وسيدًا لرمح الشمس. تزوجت شقيقة دوران الأميرة إليا بالأمير ريغار تارغريان أمير دراجونستون ووريث العرش الحديدي. أنجبا طفلين، أولهما ابنة تدعى رينيس والثاني ابن يدعى إغون. أثناء نهب كينجز لاندنج في نهاية ثورة روبرت، اغتصب غريغور كليغين - تابع لآل لانستر - الأميرة إليا وقتلها. وقُتِل طفلاها أيضًا أمام عينيها. أنجب الأمير دوران وزوجته الأميرة ميلاريا ثلاثة أطفال هم آريان وكوينتن وتريستان. أثناء حرب الملوك الخمس، حول تيريون لانستر يد الملك العدواة التاريخية لآل مارتل إلى تحالف بإرسال شقيقة الملك جوفري، مارسلا باراثيون لتكون خطيبة تريستان وعروسه المستقبلية وهو من نفس عمرها تقريبًا. الابن الأكبر للأمير دوران هو آريان وريث آل مارتل ورمح الشمس وحكم دورن. ينبع ثراء دورن من جيادهم الرملية، وهي خيول أصيلة بقدرة التحمل والسرعة والجمال، ومن التوابل والخمور وصيد السمك والأقمشة والمنسوجات.
يحد دورن من الشمال بحر يسمى باسمها «بحر دورن»، ومن الشرق جزر تسمى الخطوات الصخرية، وتمتد من الجبال العالية في التخوم الدورنية المسماة الجبال الحمراء وتفصل دورن عن بقية الممالك السبع عبر البر. يربط الممران الرئيسان والذي من خلال الجبال الحمراء دورن ببقية الممالك السبع وهما ممر طريق الصخور وممر الأمير. يقود ممر الأمير للمرعى، في حين أن طريق الصخور يخرج من الجبال بالقرب من قاعة الصيف. يحد الساحل الجنوبي للقارة بحر الصيف. وصف جورج ر. ر. مارتن المناخ بأنه استوائي، دورن هي المملكة الأعلى في درجات الحرارة في ويستروس، وهي قاحلة وبأرض صخرية وجبلية وتحتوي على الصحراء الوحيدة في القارة. توفر أنهارها بعض الأراضي الخصبة وأثناء صيف طويل يوجد مطر كافٍ وموارد مائية أخرى تبقي دورن صالحة للسكن. المياه الداخلية نفيسة كالذهب، والآبار محروسة بحرص. الأماكن المعروفة في دورن هي مسقط النجوم مقر آل داين، ويرونوود مقر آل يرونوود أقوى أتباع آل مارتل. بلانكي تاون هي ميناء تجاري يقع عند مصب نهر الدماء الخضراء.

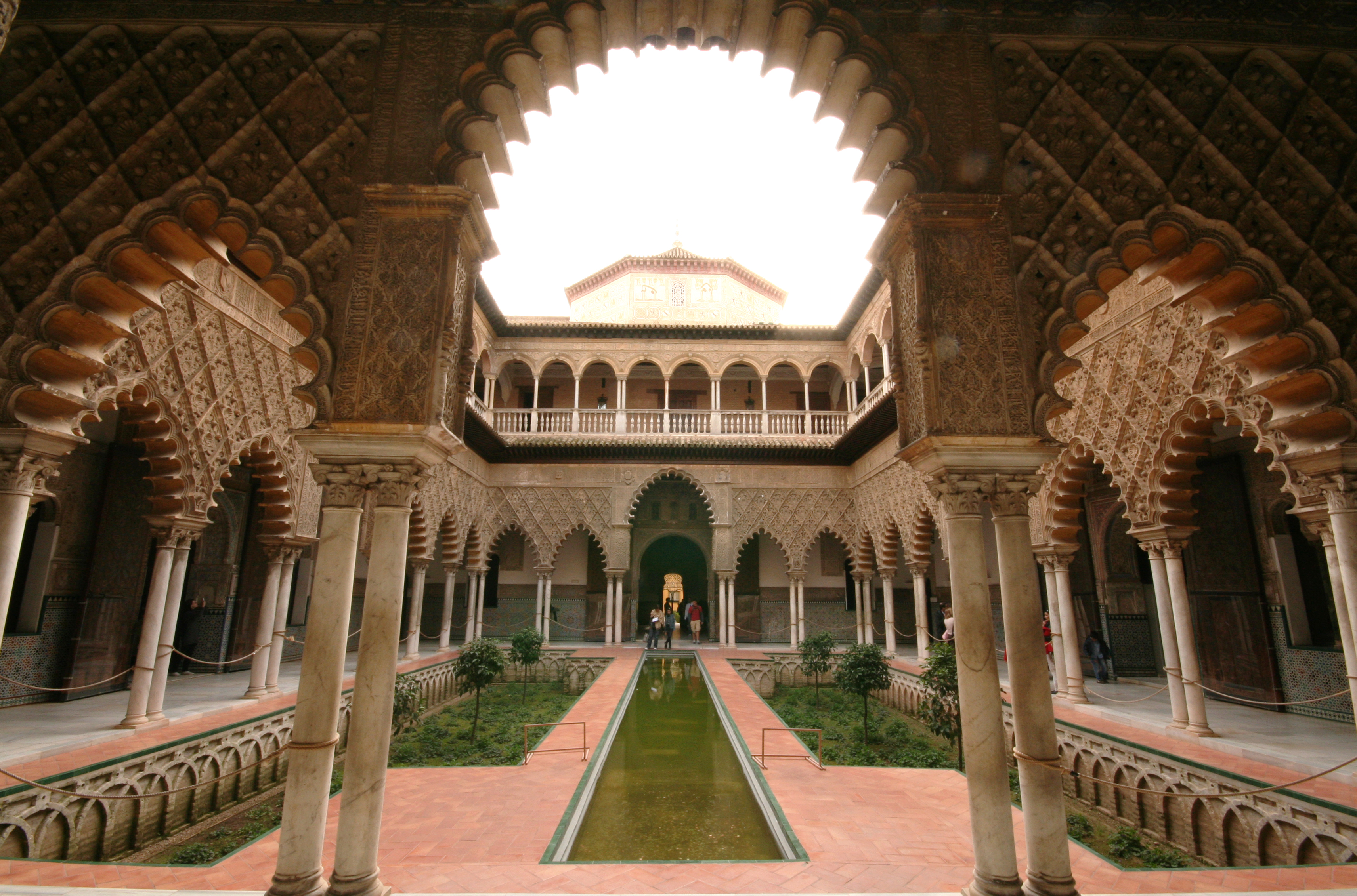
قصر المورق في إشبيلية، إسبانيا حيث صُورت مشاهد دورن وعاصمتها رمح الشمس.

اشتهر الدورنيون بدمهم الحار. وهم يختلفون ثقافيًا وعِرقيًا عن الويستروسيين الآخرين بسبب الهجرة الجماعية التاريخية لشعب الروينار القادمين من إيسوس. إذ تبنوا تقاليد روينارية كثيرة أيضًا، منها مساواة البكورة. كانت دورن المملكة الوحيدة في ويستروس التي نجحت في صد غزو إغون ومقاومته، وحتى أنها قتلت إحدى تنانيه في الحرب. غزاها دايرون الأول بعد قرن من غزو التارغريان، ولكنها ثارت ضده وأدى ذلك إلى موته. أخيرًا وتحت حكم قريبه دايرون الثاني انضمت دورن عن طريق الزواج. سمح هذا الإنجاز لدورن بالاحتفاظ بقدر من الاستقلال. ولا يزال اللوردات من آل مارتل الحاكمين يصفون أنفسهم بلقبي «الأمير» و«الأميرة» على الطريقة الروينارية. وعلى عكس معظم بقية ويستروس، يُعامل أطفال الزنا المولودون في دورن تقريبًا كالذرية الشرعية ولكنهم يتخذون اللقب ساند (Sand)، كعادات ويستروس في إعطاء ألقاب لأولاد الزنا للتعبير عن أصولهم.
طبقًا لعاصفة السيوف، «يوجد ثلاثة أنواع من الدورنيين. الدورنيون المِلاح أو المِلحيون وهم من عاشوا على طول السواحل، ودورنيو الرمليون وهم من عاشوا بالصحاري والأودية النهرية الطويلة، والدورنيون الصخريون وهم من شيدوا معاقلهم في ممرات وعلى مرتفعات الجبال الحمراء. الدورنيون الملاح هم أكثر من يمتلكون الدماء الروينارية عكس الصخريين فهم أقل من يمتلكون تلك الدماء. ويبدو أن الثلاثة أنواع كلهم مُقدَّمين تقديمًا جيدًا في حاشية دوران. الدورنيون الملاح داكنون ولديهم ببشرة زيتونية ناعمة وشعر أسود طويل يجري في الرياح. والرمليون هم داكنون أكثر ووجوههم بنية بسبب شمس دورن الحارقة. يلفون أوشحة طويلة فاتحة حول خوذاتهم لمنع ضربة الشمس. أما الدورنيون الصخريون هم الأكبر والأجمل، أبناء الأندال والبشر الأوائل، شعرهم بني اللون أو أشقر، بوجوه منمشة أو محروقة في الشمس بدلاً من السمار».
في المسلسل التلفازي، صُورت مشاهد دورن في قصر المورق في إشبيلية بإسبانيا.

### بحر الصيف
بحر الصيف هو بحر يقع جنوب قارة ويستروس وإيسوس ويفصلهما عن قارة سوثوريوس، مياهه عميقة ودافئ دائماً بفعل الشمس لذلك سمّي بهذا الاسم.

#### جزر الصيف
تقع جزر الصيف جنوب ويستروس، مع طيور محلية ناطقة وقرود وسعادين. تصف الروايات سكان الجزر بأنهم داكنو البشرة ويتحدثون بلغتهم الخاصة. ويرتدون ملابس ريشية ملونة ويتغذون بالفاكهة والسمك. ومدينتهم ذات الميناء المسماة بلدة الأشجار العالية، تصدر جزر الصيف سلعًا نادرةً إلى ويستروس كالنبيذ والتوابل والريش وأيضًا نوع خاص من الخشب يستخدم في صناعة الأقواس لها مدى أكبر من الأقواس الأخرى. يُطلق سكان الممالك السبع على سفن سكان جزر الصيف سفن البجع «نسبةً لأشرعتها البيضاء المتلاطمة وتماثيلها ومعظمها لطيورهم المصورة». سامويل تارلي - الذي يقضي فصلين في وليمة للغربان على سفينة بجع - يصف نساء جزر الصيف على أنهن لعوبات، وآلهتهن غريبة؛ «بجَّلن كبار السن واحتفلن بموتاهم» عبر الجماع. تشرح مومس لتيريون في صدام الملوك أن سكان الجزر يعاملون ميولهم الجنسية على أنها هدايا إلهية وأن العبادة من خلال التزاوج، وبالتالي كثير من علية القوم من الشباب والبكور يخدمون في بيوت المتعة لعدة سنوات ليخدموا الآلهة.

## إيسوس
يُحكى جزء من حكاية أغنية الجليد والنار على الجانب الآخر من البحر الضيق قبالة سواحل ويستروس، في منطقة تضم القارة الشرقية الكبيرة المسماة إيسوس. تقرب مساحة هذه القارة من مساحة أوراسيا، ولها جغرافيا ومناخ كثيري التبدل. يتميز الساحل الغربي لهذه القارة بالتلال الخضراء المدحرجة والغابة الضخمة لقوهور وسلاسل الجزر الممتدة مثل برافوس وليس. ووسط القارة مغطى بالمراعي المسطحة لبحر الدوثراكي وفي الشرق الأراضي القاحلة المسماة بالقفر الأحمر. وراء القفر الأحمر تقع مدينة كارث. ويهيمن على الجنوب التلال المدحرجة الجافة وله مناخ متوسطي، وبساحل يمتد على بحر الصيف وخليج النخاسين. ويفصل الساحل الشمالي عن الغطاء القطبي مسطح مائي يسمى البحر المرتعش. وفي الجنوب، عبر بحر الصيف، تقع قارة الأدغال غير المستكشفة سوثوريوس.
كثير من التاريخ الخيالي لهذه القارة مرتبط بفاليريا، وهي مدينة تقع على شبه جزيرة جنوب إيسوس وكانت موطنًا لآل تارغريان قبل دمار تلك الإمبراطورية التي نشأت على أراضيها والتي تعرف باسم الإمبراطورية الفاليرية في كارثة غامضة. بعد دمار فاليريا، استقلت مدن أستابور ويونكاي وميرين وكل مدينة حكمت المنطقة المحيطة بها وأسست لنفسها دولة مدينة. وهذه المنطقة معروفة في الكتب باسم خليج النخاسين.

### المدن الحرة
على الجانب الآخر من البحر الضيق من ويستروس، وعلى الجانب الغربي من إيسوس تقع المدن الحرة التسع، وهي دول مدن تقع على جزر أو على الساحل. المدن هي لِيس ومير وبنتوس وبرافوس ولوراث ونورفوس وقوهور وفولانتس وتيروش. مع أن المدن قد ذُكرت في الرواية الأولى مبكرًا، إلا أن خريطتها لم تظهر سوى في رقصة مع التنانين. تفصلها الجبال في الشرق الساحل عن سهول بحر الدوثراكي، وبرغم ذلك فإن الثغرات في الجبال تمكن الدوثراكيون من الوصول إلى المدن الحرة. كانت المدن الحرة مستعمرات شيدتها دولة فاليريا الحرة، ولاحقًا أعلنت استقلالها بعد دمار فاليريا. باستثناء برافوس التي أسسها اللاجئين الفارين من التوسع الفاليري والعبيد الهاربين ورعاع آخرين. لغات المدن الحرة هي لغات مشتقة من اللغة الفاليرية.
تمتد المدن الحرة بمساحة يميزها نهر روين، والذي تصفه الشخصية المحلية ياندري بأنه «أكبر نهر في العالم». ضفافه كانت موطنًا لشعب الروينار (الذين هاجروا لاحقًا إلى دورن أقصى جنوب ويستروس)، والذين كانوا يعبدون النهر ويسمونه «الأم روين». كما في خريطة رقصة مع التنانين، تكون الروين من اتصال رافديه، الروين الأعلى والروين الأصغر، جنوب شرق أطلال غويان درووي. تقبع منابع الروين الأعلى في أندلس (Andalos)، الموطن الأصلي لشعب الأندال (والذين هاجروا أيضًا إلى ويستروس وسكنوا في الممالك الجنوبية) بين برافوس وبنتوس. يجري مسار الروين للجنوب الشرقي ليتحول إلى الجنوب بعد بحيرة الخنجر، حيث يختبأ قراصنة النهر حول جزر البحيرة الكثيرة. يتسع الروين جدًا عندما تعذيه روافد أكثر، حتى يصب في بحر الصيف في دلتا بالقرب من المدينة الحرة فولانتس.

#### برافوس

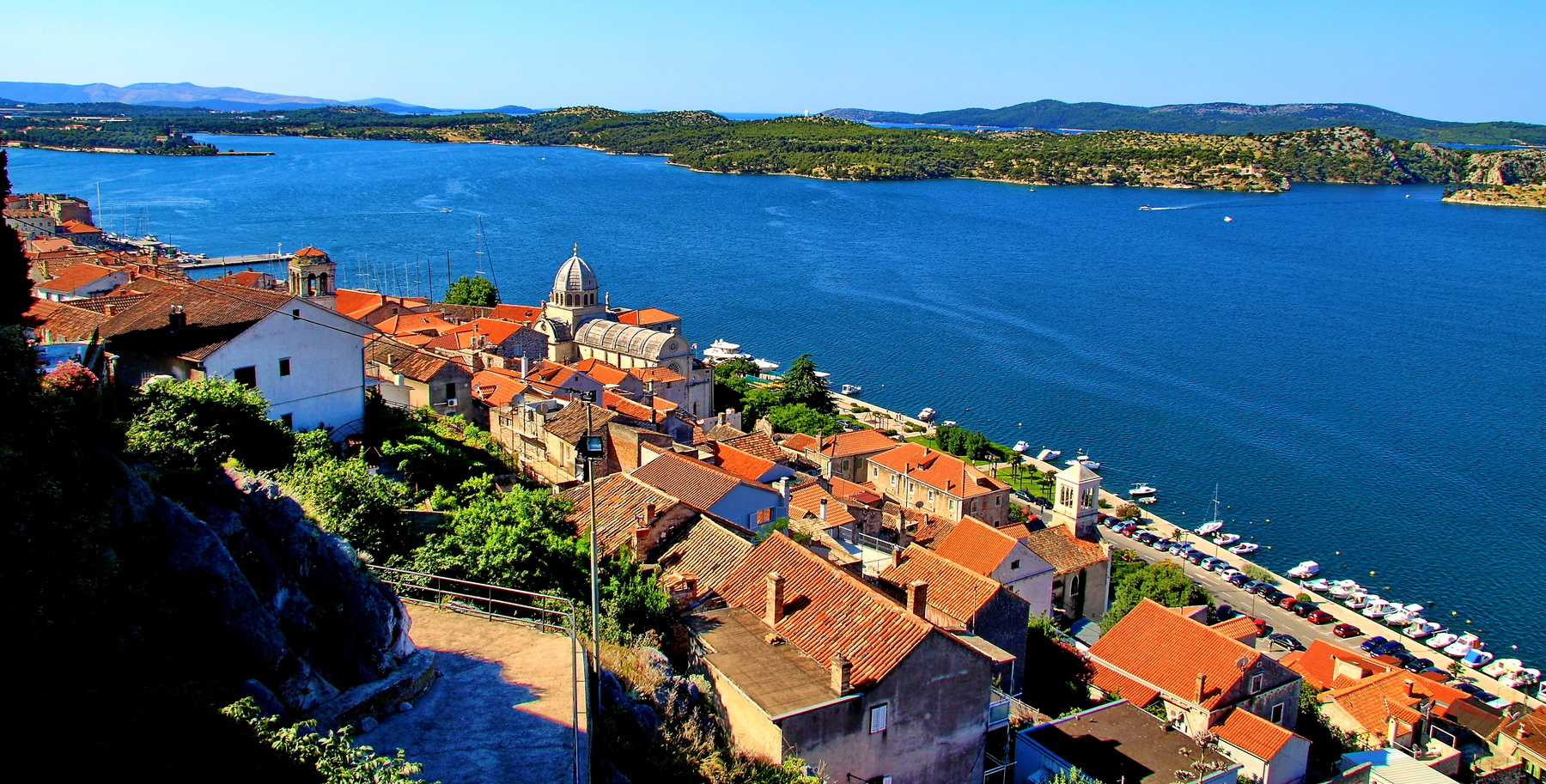
شيبينيك، كرواتيا حيث صُورت كثير من مشاهد برافوس.

برافوس (Braavos) هي مدينة مميزة من ضمن المدن الحرة، إذ إنها لم تكن مستعمرة فاليرية، ولكنها كانت ملجئًا سريًا من التوسع الفاليري. وهي مدينة تهيمن على مئات الجزر الصغيرة، والتي تقع على بحيرة في الشمال الغربي لإيسوس حيث يلتقي البحر الضيق بالبحر المرتعش. برافوس مشهورة بقاتليها المأجورين المتهورين ومغتاليها الغامضين، المعروفون باسم الرجال مجهولي الهوية. وهي مشهورة أيضًا بعملاق برافوس، وهو حصن وتمثال في آن واحد. يُعرف حاكم برافوس باسم سيد البحر ومن البحر تتدفق قوة وثروة المدينة. تُدهن هياكل سفن برافوس بالأرجواني وسفنهم تبحر إلى أراضٍ بعيدة وتحضر تجارتهم وثروتهم للوطن. برافوس لديها الكثير من المرابين ومصرف برافوس الحديدي يقرض المال لأمم أجنبية، من ضمنها الممالك السبع.
يرتدي البرافوسيون الألوان المبهرجة، في حين يرتدي الأغنياء والأقوياء الأسود والأزرق المشابه للأسود. يُلقب مسؤولو برافوس بحمالة المفاتيح والمنصفين، ويرتدون معاطف وحيدة اللون ولونها بني أو رمادي. المدينة مشهورة في جميع أنحاء العالم بمومسيها. كل مومس لها زورقها الخاص وخدمها للعمل. جمال المومسات المشهورات قد أوحى للكثيرين الأغاني. يمطرهم الصاغة بالهدايا ويتسول الحرفيين لأجل عائداتهم. يدفع النبلاء والتجار الأغنياء للمومسات أموالًا ضخمة ليظهروا بجانبهم في الحفلات، والقتلة معروفون بقتلهم بعضهم بعضًا بأسمائهن. شخصية سيريو فوريل الذي استجلبه ند ستارك ليعلم ابنته الصغرى آريا - وهو سيف أول سابق لسيد البحر في برافوس - قد قدم لها شكلاً جديدًا من قتال السيوف البرافوسي، ويسمى بالرقص المائي. الأسلوب هو شكل مُحسَّن من المبارزة بالسيف حيث يقف المبارز بانحراف ويمسك بنصل نحيل. وتمتلئ المدينة بالقتلة المشاكسون، وكثيرًا ما يتبارزون لإظهار مهاراتهم.
برافوس مستوحاة من البندقية بإيطاليا. وقد صُورت في المدينتين الكرواتيتين شيبينيك وكاستيل غوميليكا في المسلسل التلفازي.

#### بنتوس

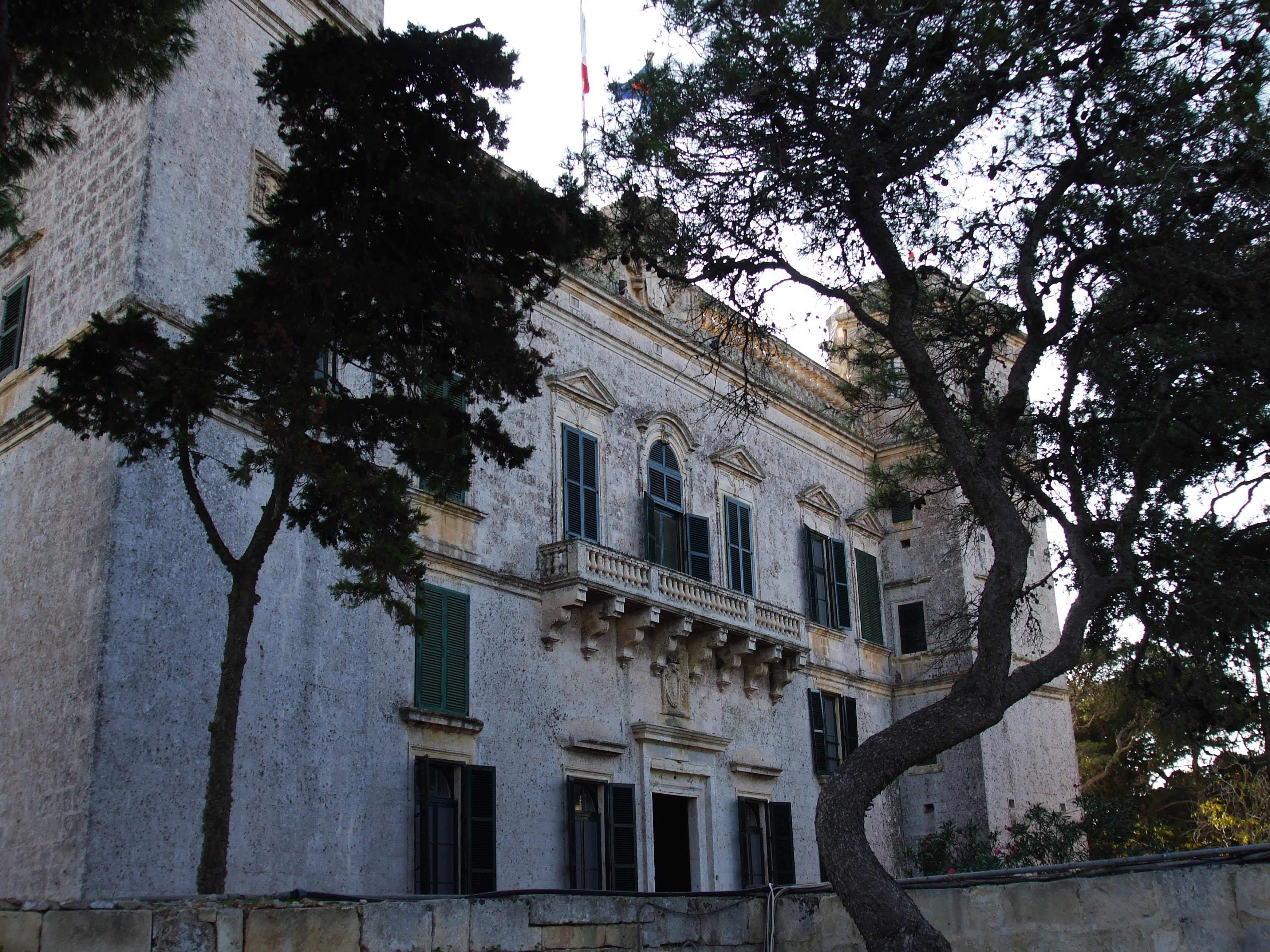
في المسلسل التلفازي، صُور قصر إليريو في قصر فيردالا في مالطا.

بنتوس (Pentos) هي ميناء تجاري رئيسي على خليج في الساحل الغربي. يغلب عليها عمارة أبراج الطوب المربع، ويرأسها أمير يختاره حكام المدينة بحكم الواقع، والمعروفون باسم الماجيسر. يشق الخالاسار طريقهم أحيانًا لهذه المسافة البعيدة عن بحر الدوثراكي، ولكن ينجو البنتوسيون من هذه الغارات والغزوات بدفع الجزية إلى خال الدوثراكي. يطلق الرجال من بنتوس اللحى ويصبغونها ويجعلونها متشعبة. وكالعديد من المدن الحرة، فإن العبودية محظورة هنا أيضًا، ولكن يتحايل سكان المدينة الأغنياء والأقوياء على هذه القوانين ويبقون خدمهم مقيدين بالبرونز.
صُورت مشاهد دنيرس في الحلقة التجريبية في المغرب. وأعاد المسلسل التلفازي استخدام مجموعات تصوير القدس لفيلم مملكة السماء بالقرب من ورززات بالمغرب. "جزء صغير من مجموعة القدس، عُدِّلت ولُوِّنت، وأصبحت ساحة قصر إليريو حيث التقت دنيرس بخال دروغو". عندما سُلِّمت الحلقة التجريبية، طلبت إتش بي أو إعادة تصوير مشاهد كاملة، من ضمنها إلغاء كل اللقطات في الجزء الداخلي غير الساحلي من المغرب - الذي كان من المفترض أن يحدث في بنتوس، وهي مدينة ميناء خيالية - وصُوِّرت مجددًا في مالطا". وصُورت المشاهد الخارجية لقصر إليريو في بنتوس في قصر فيردالا، القصر الصيفي من القرن السادس عشر لرئيس مالطا. "واحدة من المعالم الطبيعية الخلابة لمالطا، نافذة أزور على جزيرة غوزو، وقد استخدمت في تصوير مكان زفاف دنيرس تارغريان وخال دروغو".
عندما ظهرت بنتوس مجددًا في الموسم الخامس، صُوِّرت مشاهدها في كرواتيا.

#### فولانتس

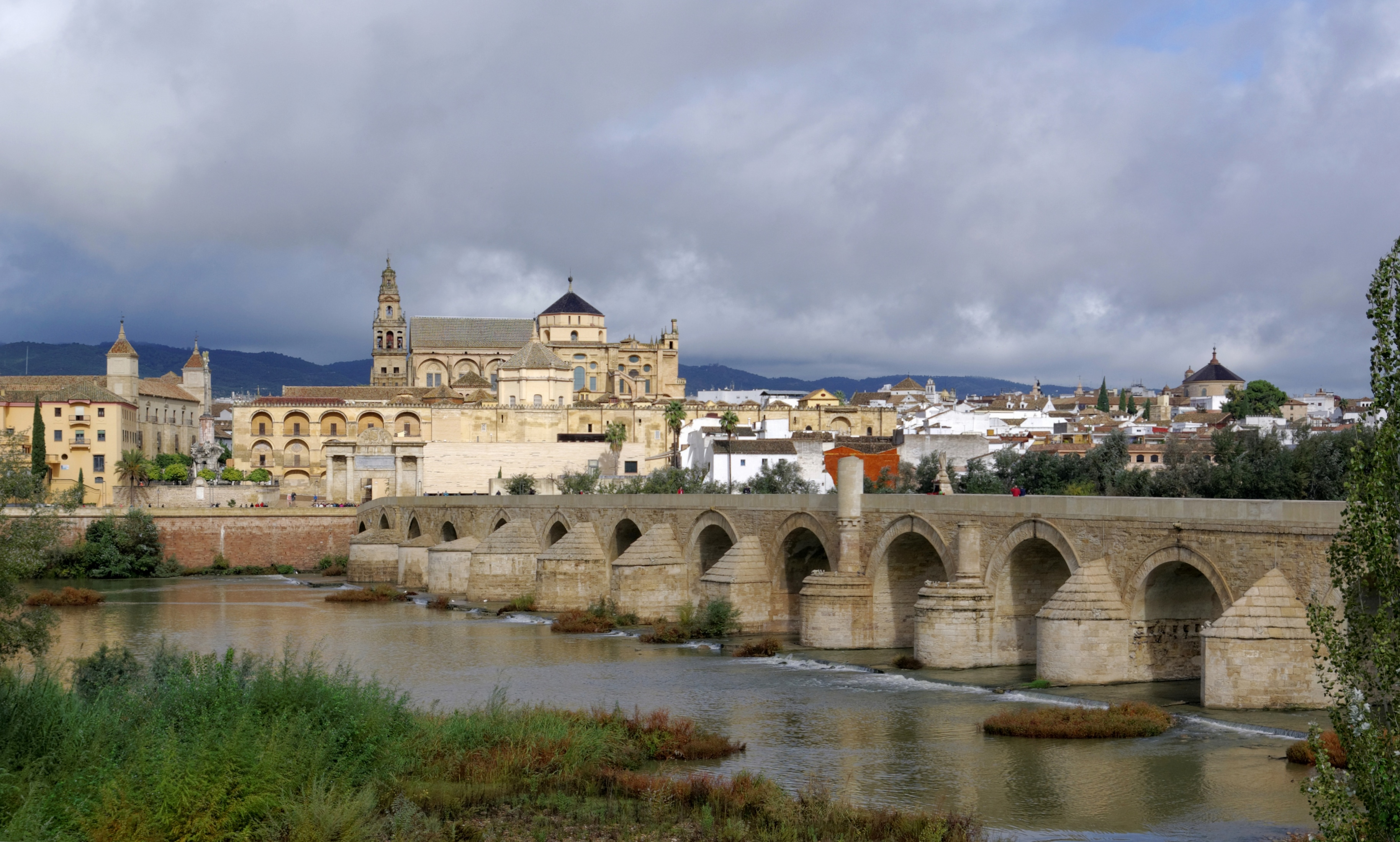
قنطرة قرطبة استخدمت لتصوير جسر فولانتس الطويل في المسلسل التلفازي.

فولانتس (Volantis) هي ميناء على الساحل الجنوبي لإيسوس وهي أقدم المدن الحرة وأكثرها فخرًا. يحمي حصن الجدار الأسود الأجزاء الأقدم من المدينة. ويحكم المدينة ثلاثة ينتخبهم مُلاك الأراضي الأحرار كل سنة من فولانتس، ويحميها جنود عبيد يطلقون عليهم «عباءات الببر». وتعد فولانتس من أهم المدن على الإطلاق بالنسبة لتجارة الرقيق، ففي المدينة يوجد خمسة عبيد لكل رجل حر. لدى جميع العبيد الفولانتسيين وشوم وجهية تدل على وظيفتهم: فمثلاً، لدى عبيد الجنس وشم دموع على وجوههم وعباءات الببر لهم خطوط الببر. وبالنسبة للتدين، فإن عبادة رلور (R'hllor) هي الأكثر شيوعًا وتأثيرًا بالمدينة، وخاصةً بين العبيد.
استخدم المسلسل التلفازي مناطق لتصوير فولانتس في قرطبة بإسبانيا.

#### مدن حرة أخرى
- لوراث (Lorath)، هي مدينة ساحلية تقع على مجموعة من الجزر الشمالية.[65] يتظاهر جاكن هاجار (قاتل مأجور من الرجال مجهولي الهوية) بأنه لوراثي في صدام الملوك، مرتديًا شعرًا طويلاً مصبوغًا بالأحمر من جهة وبالأبيض من الجهة الأخرى.[47]
- ليس (Lys)، هي مدينة تقع على مجموعة من الجزر الجنوبية.[65] يميل الليسيون إلى الطول والبشرة الفاتحة والأعين الفاتحة، على عكس معظم سكان المدن الحرة. والمدينة مشهورة ببيوت المتعة، والتي تدرب الإماء في فنون الحب وتبيعهم على أنهم إماء أسرِّة (إماء جنس). وتحارب المدينة كثيرًا للسيطرة على جزر الخطوات الصخرية والأراضي المتنازع عليها. وهناك تظهر عبادة إلهة خاصة بمدينة ليس. خادمة دنيرس دورياه (Doreah) والقرصان سالادور سان هما من مدينة ليس.
- مير (Myr)، هي مدينة ساحلية مشهورة بحِرف تصنيع العدسات وأربطة الحذاء المعقدة والسجادات الجميلة. الميريون معروفون بعيونهم وبشرتهم الداكنتين ومشابهون للنورفوسيين والبنتوسيين ويحكمهم الماجيستر ويدفعون جزية لخالسار الدوثراكي العابرين. ومدينة مير هي محور تجاري للعبيد ونبيذهم الرحيقي المعروف. وتحارب مير كثيرًا للسيطرة على الأراضي المتنازع عليها.
- نورفوس (Norvos)، هي مدينة تقع داخل القارة وتنقسم إلى جزئين، أحدهما أعلى تل عالٍ والآخر بجانب نهر منخفض. المدينة لها ثلاثة أجراس، كلٌ منهم له اسمه الخاص وصوته المميز، وهي كثيرة الرنين. المنطقة المحيطة هي أرض من تلال مدحرجة ومزارع متدرجة وقرى جص أبيض. المناخ معتدل إلى حد ما. يمكن تمييز النورفوسيين بشواربهم المصبوغة والمصعدة. يدير المدينة مجلس من الماجيستر ويدفعون جزية لخالسار الدوثراكي العابرين. وهي أيضًا موطن لمجموعة من الكهنة الملتحين والذين يدربون نخبة الحراس. هؤلاء الحراس يقسمون يمين الواجب ويعدون أنفسهم متزوجين من فؤوسهم الطويلة المميزة.
- قوهور (Qohor)، هي مدينة تقع داخل أراضي القارة، في غابات قوهور الشاسعة. المدينة مشهورة بمنسوجاتها الجميلة وحداديها، الذين لديهم القدرة على النادرة على إعادة تشكيل الصلب الفاليري، وحتى سكب المعدن مباشرةً بألوان مختلفة. الماعز الأسود هو إله بارز في المدينة. ويتألف حرس مدينة قوهور فقط من جنود عبيد مخصيين يدعون المُطهَّرين وذلك منذ معركة الثلاثة آلاف، عندما نجح 3,000 جندي من المطهرين في الدفاع عن المدينة ضد 25,000 خيَّال دوثراكي. يربط الحراس ضفائر من الشعر البشري لرماحهم لإحياء ذكرى قطع ضفائر الدوثراكيين في تحية لدفاع قوهور.
- تيروش (Tyrosh)، هي مدينة ساحلية يحكمها أركون وسيئة السمعة بسبب جشعها. يتعامل التجار على نطاق واسع في العبيد وشراب الكمثرى التيروشي. تتميز المدينة بكثرة بيوت المتعة، ولكنها ليست بقدر التي موجودة في مدينة ليس. يصنع حدادو الدروع القوية التيروشيون دروعًا معقدةً بأشكال رائعة. تيروش مركز مشهور لتأجير المرتزقة. تندرج المدينة أحيانًا في الصراعات الجارية على الأراضي المتنازع عليها وجزر الخطوات الصخرية. غالبًا ما يطلق التيروشيون لحى متشعبة وشوارب مدببة مصبوغة بألوان زاهية. شخصية داريو ناهاريس من تيروش.

### إيسوس الوسطى
يغطي هذا القسم مواقع إيسوس شرق المدن الحرة والتي تعبرها دنيرس تارغريان عبر سفرها في لعبة العروش وصدام الملوك قبل انتقالها لخليج النخاسين.

#### فاليريا
فاليريا هي شبه جزيرة في جنوب إيسوس الوسطى وغرب خليج النخاسين. نشأت على شبه الجزيرة إمبراطورية ضخمة استمرت لآلاف السنين وكانت تسمى معقل فاليريا الحر، وذلك قبل دمارها. يتميز الفاليريون بشعرهم الفضي وعيونهم البنفسجية. وكانت فاليريا تسمى المعقل الحر لأن كل رجل يمتلك أرضًا له الحق في التصويت لقائده. كان الفاليريون يستخدمون العبيد للتنقيب في براكين النيران الأربعة عشر الغنية بالمواد الخام. أخضعت جيوش فاليريا الغيسكاريين (إمبراطورية كانت تسيطر على خليج النخاسين) وشعب الروينار وأسسوا المدن الحرة ما عدا برافوس وتسببوا في هجرة الأندال من موطنهم الأصلي نحو ويستروس. وقد نحجوا في ذلك عبر معرفتهم بالتنانين. امتطى العديد من الفاليريون التنانين. مع ذلك، قبل مئات من السنين، حدثت كارثة تعرف باسم هلاك فاليريا، وكانت ثورانًا عنيفًا على ما يبدو للنيران الأربعة عشر، وقد دمر الدولة وجعل منها أرخبيلاً بعد أن كانت شبه جزيرة. آخر الناجون من فاليريا هم آل تارغريان، وقد هربوا إلى دراجونستون (شرق ويستروس) قبل هلاك الإمبراطورية.

#### بحر الدوثراكي
بحر الدوثراكي (Dothraki Sea) هو مرعى عشبي مسطح شاسع في إيسوس. يسكنه شعب الدوثراكي، وهم عِرق من البدو المولعين بالحرب نحاسييّ البشرة لهم ثقافتهم المميزة ولغتهم الخاصة. يعيش الدوثراكي في جماعات تسمى خالسار (Khalasars)، ويقود كلٌ منها زعيم يدعى خال (Khal). كل خالسار منقسم إلى مجموعات تسمى خا (kha)، ويقودهم أحد نقباء الخال، ويدعون كو (Ko). الدوثراكي فرسان لا يشق لهم غبار وأحصنتهم لها مكانة خاصة في ثقافتهم، إذ تستخدم للأكل والنقل والمواد الخام والحرب وإقامة مكانة اجتماعية. وهم عادةً ما يُغيرون على الأقوام الأخرى.
قال جورج ر. ر. مارتن «الدوثراكي يشبهون في الحقيقة ثقافات عددها ملغم من السهوب والسهول ... المغول والهون بالتأكيد، ولكن أيضًا الآلان والسو والشايان والعديد من قبائل الهنود الحمر ... مخضرمين بحيوية من الخيال البحت. لذا أي تشابه مع العرب أو الترك هو محض صدفة. حسنًا، باستثناء مدى الأتراك (التاريخيين) الذين كانوا في الأصل فرسان السهوب، وليسوا مثل الآلان والهون والبقية». ومع ذلك، فقد نوَّه أيضًا أنه «عامةً، مع ذلك، بينما كنت أسحب الإلهام من التاريخ، أحاول تجنب النقل الحرفي، لذا لن ينبغي أن نقول أن الدوثراكي هم المغول».
الدوثراكي لديهم مدينة واحدة فقط دائمة، تسمى فيس دوثراك (Vaes Dothrak)، والتي بمثابة عاصمةً لهم. المدينة ممتلئة بتماثيل مسروقة من مدن أخرى غزاها الدوثراكي أو أغاروا عليها. ولديهم قانون تمنع أي دوثراكي من سفك الدماء داخل حدود مدينتهم فيس دوثراك ومن يفعل ذلك فهو ملعون. عند مدخل المدينة يوجد حصانان عملاقان برونزيان تلتقي حوافرهما في الجو وكأنهما قوس فوق المدخل. في الموسم الأول من المسلسل التلفازي، وقع الاختيار على ساندي براي في جبال مورن في أيرلندا الشمالية لتكون فيس دوثراك؛ والحصانان البرونزيان المكوِّنان لبوابة الحصان المدخل الرئيسي لفيس دوثراك قد أُنشئِوا فيما بعد بالحاسوب على ركيزتين منتصبتين في الموقع.

#### لازار
لازار هي منطقة من أراضي شبه قاحلة جنوب بحر الدوثراكي. منطقة من المراعي والتلال يسكنها اللازاريون، وهم شعب مسالم بشرتهم برونزية ووجوههم مسطحة وعيونهم لوزية. هم غالبًا رعاة غنم، يدعوهم الدوثراكيون برجال الخرفان، وكثيرًا ما يفترسوهم. يعبد هؤلاء الناس إلهًا يدعى الراعي العظيم ويؤمنون بأن كل البشرية هم جزء من قطيع واحد. صُورت مشاهد قرية رجال الخرفان التي نهبها الدوثراكيون في مالطا في بلدة مانيكاتا.

### خليج النخاسين
خليج النخاسين (Slaver's Bay، ونخاس تعني تاجر العبيد) هو بحر هامشي من بحر الصيف، ويقع جنوب بحر الدوثراكي وغرب لازار وآلاف الفراسخ شرق المدن الحرة. والطقس هناك حار جدًا. بعد إشارة له في لعبة العروش لعلاقته بالعبودية، غزت دنيرس تارغريان المدن الساحلية الثلاث الأكبر في خليج النخاسين أستابور ويونكاي وميرين في عاصفة السيوف. وبقيت في ميرين في معظم أحداث رقصة مع التنانين.
بنيت المدن من أنقاض غيس القديمة، وهي إمبراطورية كانت منافسة لفاليريا قبل أن تسحقها الأخيرة قبل آلاف السنين من بداية أحداث السلسلة. يعتمد اقتصاد المدن بشكل كبير على السخرة وتجارة العبيد. ومعاملة العبيد غالبًا ما تكون قاسية، في حين يعيش المواطنون الأحرار حياة رفاهية نسبيًا. يرتدي الجنود المحترفون من المدن الثلاث أزياء أجنبية وقصات شعرهم أجنبية مما تحد من كفائتهم القتالية. وتعتمد جيوش المدن على العبيد الإضافيين والجيوش المرتزقة للقتال الحقيقي.
السكان الحاليون للخليج هم خليط من الأعراق الذين نسوا الحديث باللغة الغيسكارية القديمة وأصبحوا يتحدثون لهجات من الفاليرية العليا بتذمر مميز. شعب غيس القديم - ويسمون أنفسهم أولاد الخُطَّاف (harpy's sons) في أستابور - يقال أن شعرهم أحمر وأسود خشن. الأسياد الطيبون من أستابور متشابهون بالنسبة لدنيرس مثل «رجال سمان وبشرتهم عنبرية وأنوفهم واسعة وأعينهم داكنة. شعرهم المستعار كان أسود أو أحمر غامق، أو ذلك الخليط العليل من الأحمر والأسود المميز للغيسكاريين». فقط الرجال الأحرار من أستابور مسموح لهم بارتداء ملابس تسمى توكار (Tokar)، وأصابعهم تُظهِر مكانتهم. الكثير من النساء الأستابوريات ترتدين حجابًا بسبب الغبار. ويتعطر الأستابوريون بالعطور الحلوة.

#### أستابور

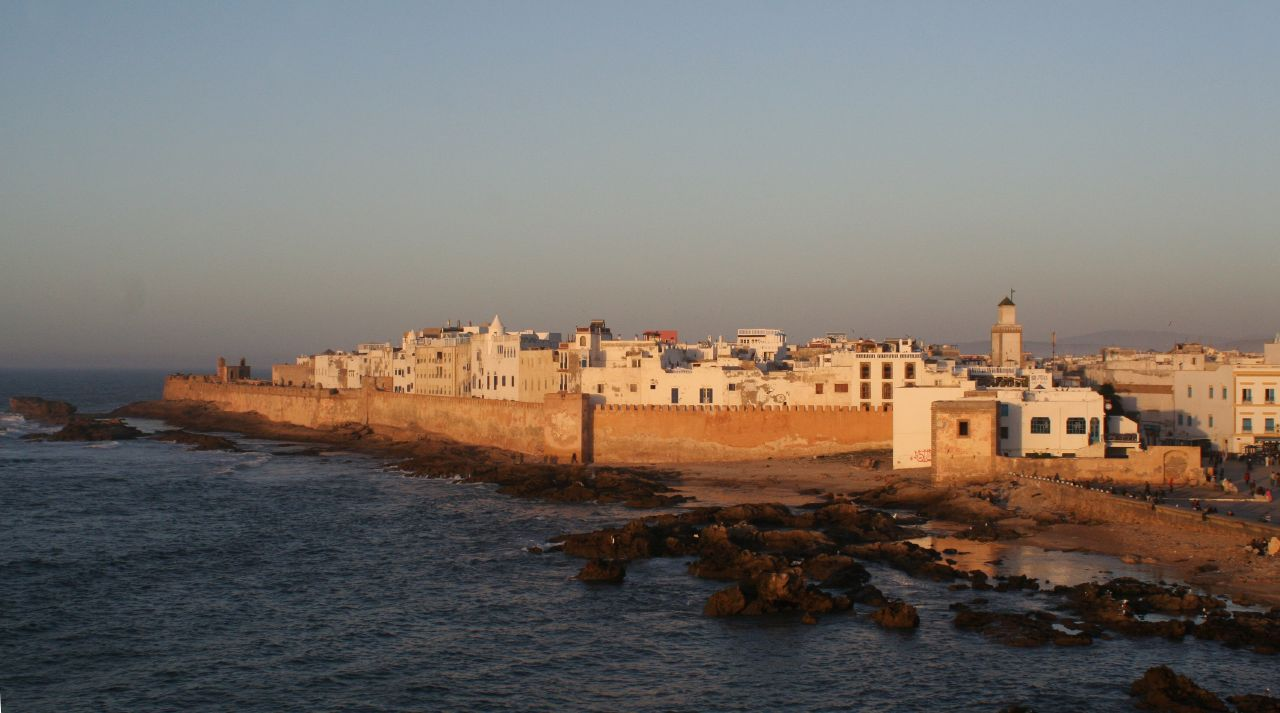
الصويرة في المغرب حيث صُورت مشاهد أستابور.

تقع أستابور على ضفاف نهر الدودة الواسع والبطئ وذي التيار الملتوي والجزر المشجرة. تدخل دنيرس مدينة أستابور في بداية عاصفة السيوف، وشهدت دنيرس على قِدَم مدينة وتَهَدُّمها إذ تجاوزت أيام مجدها بكثير. ويهيمن على المدينة عمارتها من الطوب الأحمر واللحية البيضاء وذلك يوضح لدنيرس أن القول «الطوب والدم بنيا أستابور ... والطوب والدم شعبها» والذي يشير إلى العبيد الصانعين الطوب. شُيدت أهرام أستابور المدرجة وحفر قتالها وشوارعها وأسوارها المحيطة وساحة الكبرياء جميعها من الطوب الأحمر. توجد ساحة القصاص عند بوابات أستابور الرئيسية وهي أكبر حتى من ساحة الكبرياء.
ساحة الكبرياء - والتي بها نافورة من الطوب الأحمر وتمثال خُطَّاف برونزي كبير في وسطها - هي سوق رقيق في الهواء الطلق ومنطقة تعبئة للمطهرين، وهم نخبة من الرمَّاحين المخصيين المشهورين بالانضباط والفعالية. أستابور هي المدينة الوحيدة التي تبيع المطهرين، ولكنها تبيع أيضًا رقيق للمتعة وعمال مزارع وناسخين (كُتَّاب) وحرفيين ومعلمين. يتطلب المطهرون استثمار ضخم للمال والوقت من الأستابوريين الذين يربونهم ويدربونهم، لكنهم مربحين جدًا بسبب العوائد التي تعود على الأسياد الطيبين من أستابور. يرتدي المطهرون قبعات برونزية شائكة، وهم يطيعون طاعة عمياء وإن كان الثمن حياتهم. يُمنَحون أسماء رقيق جديدة كل يوم ليتذكروا انعدام قيمتهم. في أوقات الهجمات على المدينة، ينتشر المطهرون الذين لم يُباعوا على أسوار الطوب الأحمر المتهدمة الهائلة والتي لم يعد الأستابوريون يحروسونها.
قررت دنيرس شراء جميع المطهرين المدربين وغير المدربين في أستابور، وعددهم أكثر من 8600، وتخبرهم بقتل جميع نخاسي أستابور الكبار والجنود عندما تغادر المدينة. وتمنح السلطة في أستابور لمجلس من عبيد سابقين يقودهم معالج وعالم وكاهن، وعشرات الآلاف من العبيد السابقين ينضمون لها في سفرها إلى يونكاي. يحيك جزار سابق يدعى كليون مخططًا ليعيد تأسيس الأسياد الطيبون، وتُوِّج ملكًا لأستابور في المقابل.
استخدم المسلسل التلفازي المدينة الساحلية الصويرة بالمغرب لتصوير مشاهد في أستابور.

#### يونكاي

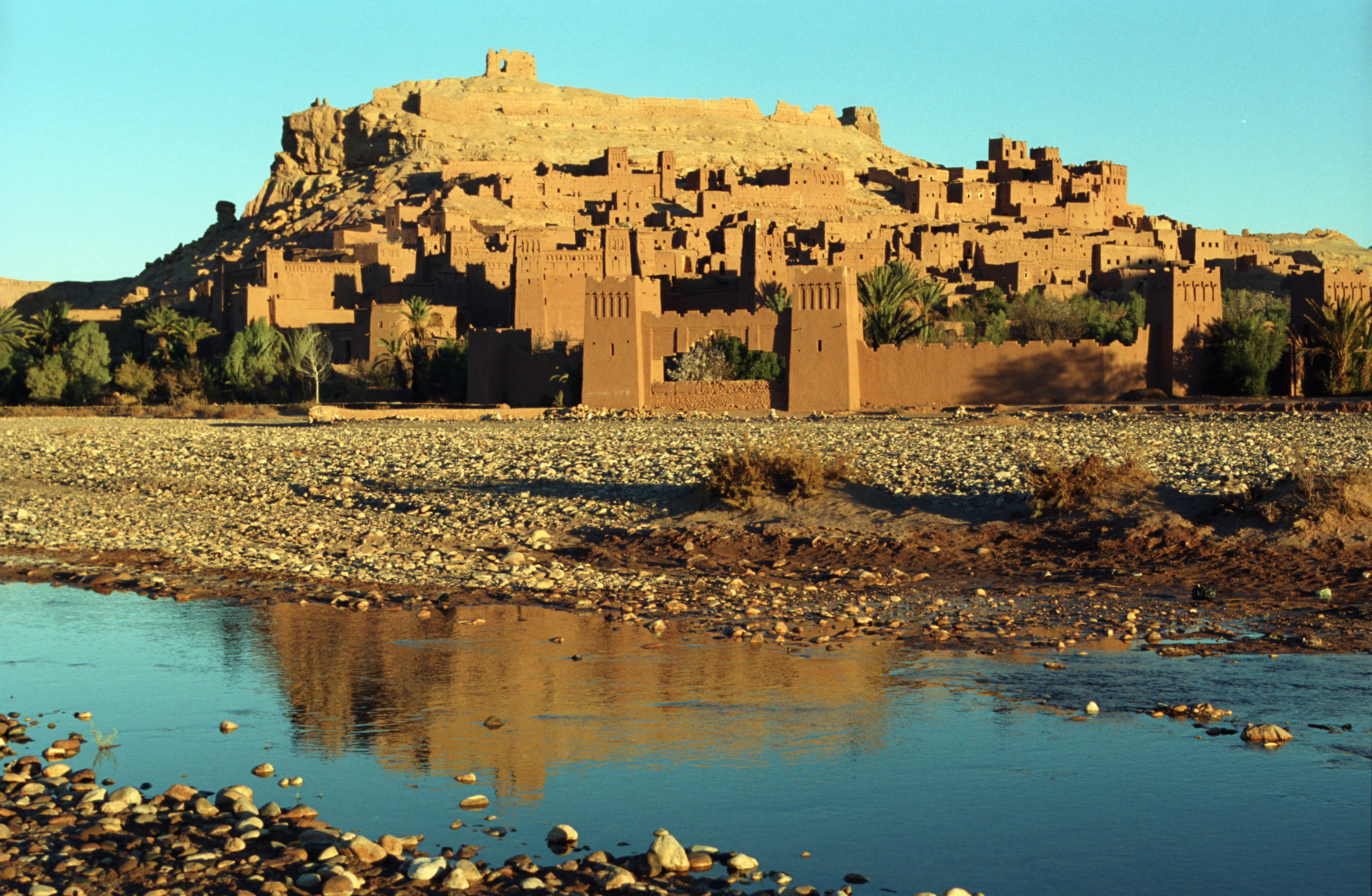
آيت بن حدو، المغرب حيث صُورت مشاهد يونكاي.

يونكاي (Yunkai) هي المدينة الأصغر من الثلاث مدن، وهي مثل ميرين لا تتاجر في المطهرين ولكنها معروفة بحفر القتال وبيوت المتعة، والذين يحولان العبيد في وتيرة سريعة. المدينة مماثلة لأستابور في العمارة ما عدا حجمها الصغير واستخدامها للطوب الأصفر بدلاً من الأحمر في الأبنية. نخاسو يونكاي معروفون باسم الأسياد الحكماء (Wise Masters). بسبب نقص المطهرين في المدينة، فإنها تعتمد على جيش من المحترفين والعبيد يقارب 4 آلاف عبد وعلى الأقل ألف مرتزقة. ومثل الغيسكاريين، فإن جنود يونكاي يرتدون دروعًا غير عملية وشعرًا دهنيًا ممشط بأشكال ضخمة، مقللًا فعاليتهم.
صُورت مشاهد يونكاي في آيت بن حدو بالمغرب في المسلسل التلفازي.

#### ميرين
ميرين (Meereen) هي المدينة الأكبر في مدن النخاسين، وتعدادها السكاني يساوي سكان أستابور ويونكاي مجتمعتين. المدينة لها عمارة مماثلة لجارتيها، ولكنها مصنوعة من طوب متعدد الألوان. يهيمن على مناظرها الطبيعية هرم ضخم يعرف باسم الهرم الكبير، ومعبد النعم وفي قمته قبة ذهبية. ميرين مدينة فريدة للمدن الغيسكارية وهي مليئة بالمعابد والأهرامات. نخاسو ميرين يدعون بالأسياد العظماء. إنهم يدربون قوة من الرماحين المجهزين بملابس غيسكارية تقليدية مفرطة بجداول نحاسية ورماح بطول 14 قدمًا. المدينة مبينة على ضفاف نهر سكاهادهازان (Skahadhazan).
صُورت العديد من المشاهد في المسلسل التلفازي في سبليت وحصن كليس بكرواتيا. في الموسم الخامس، صُورت حفرة دازناك في المدينة في بلازا دي توروس في أشونة بإسبانيا.

### إيسوس الشرقية

#### القفر الأحمر
القفر الأحمر (Red Waste) هي منطقة صحراوية في الجزء الشرقي من إيسوس. يُعرف عنها القليل، لأنها ظهرت بإيجاز في صدام الملوك حين عبرتها دنيرس تارغريان وأتباعها من الخالاسار. المستوطنة الوحيدة المعروفة في المنطقة هي فيس تولورو ولكنها أنقاض.

#### كارث

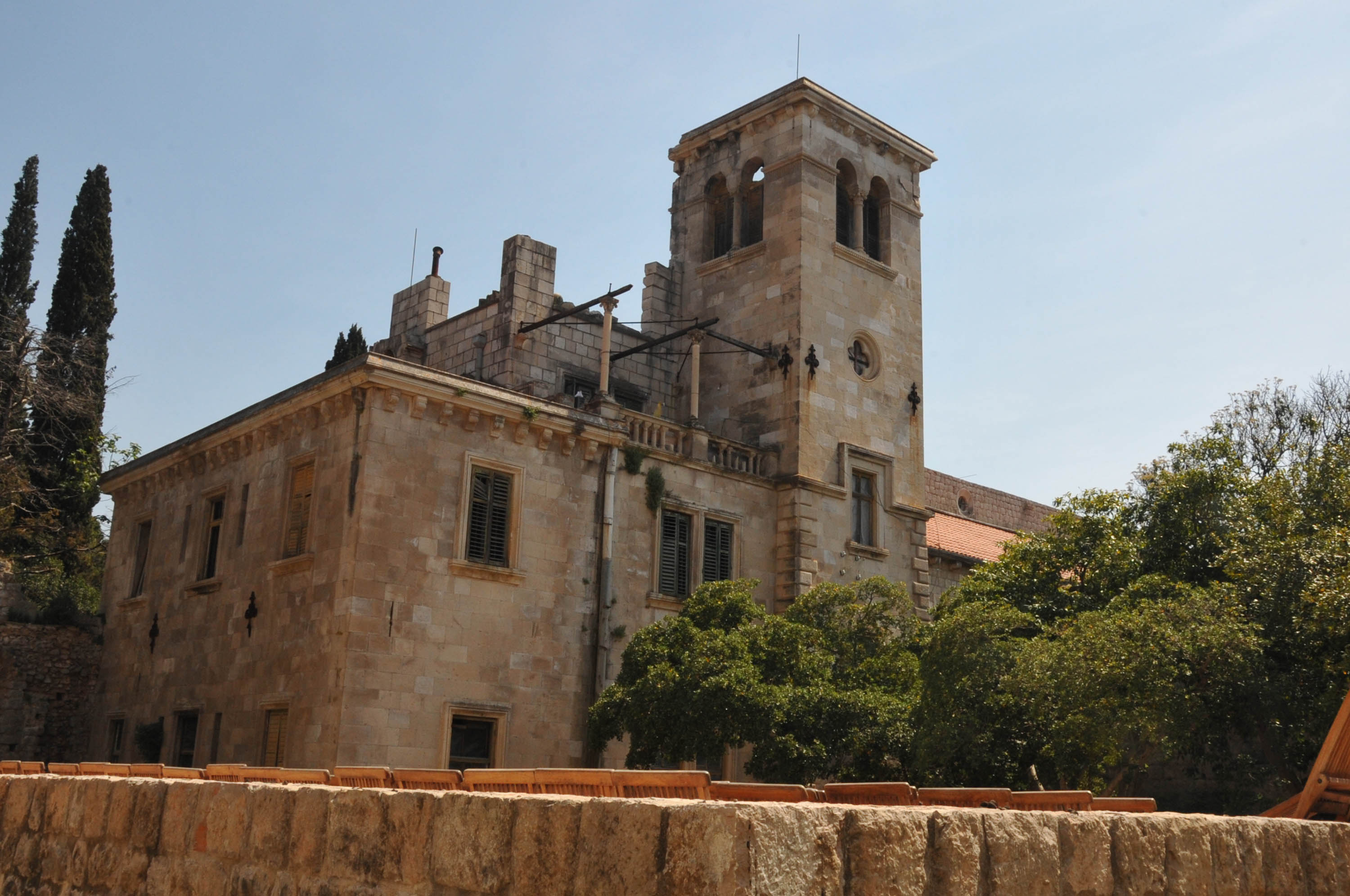
لوكرم بالقرب من دوبروفنيك حيث صُورت مشاهد من كارث.

كارث (Qarth) هي مدينة ذُكرت أول مرة في لعبة العروش، ولم تظهر على أي خريطة في الروايات حتى الآن. مع ذلك، فإن دليل المشاهد لإتش بي أو وشارة البداية للمسلسل التلفازي تُظهر كارث على مضيق بين بحر الصيف وبحر اليشم في جنوب شرق إيسوس. من الجدير بالذكر أن المدينة ظهرت في خريطة العالم المعمور في كتاب أراضي الجليد والنار. بعد أول زيارة من دنيرس لكارث في صدام الملوك، يصف المشعوذ بيات بري (Pyat Pree) مدينته أنها مركز العالم وبوابة التجارة والثقافة بين الشرق والغرب وبين الشمال والجنوب. ويعلم القارئ عبر عينيّ دنيرس أن المدينة محاطة بثلاثة أسوار متدرجة ارتفاعها من 30 إلى 50 قدم (9 إلى 15 متر)، كلٌ منها منقوش بصور الحيوانات والحرب والجماع على الترتيب. مباني المدينة ألوانها مختلفة من ضمنها الوردي والبنفسجي والبني المصفر. ترتفع الأبراج النحيلة في كل ركن من المدينة والنوافير في كل مكان وآلاف من الطيور الملونة والأشجار المزهرة والورود تملئ المدينة. صور المسلسل التلفازي كارث في جزيرة لوكرم بالقرب من دوبروفنيك وأنشأ مكان تصوير في محجر دوباك بكرواتيا ليحل محل بوابات كارث.
يُوصف الكارثيون بأنهم «شعب شاحب طويل القامة يرتدون الكتان والساميت وفرو الببر»، والنساء يرتدين عباءات تعري أحد الثديين، في حين يرتدي الرجال تنانير حريرية. لاحظت دنيرس أنهم «نكرة إن لم يكونوا مهذبين». ويلبي العبيد احتياجاتهم. المواليد الأنقياء، أحفاد ملوك المدينة وملكاتها القدماء يحكمون كارث ويديرون دفاعاتها. ثلاث مجموعات تجار رئيسية يتنازعون بين أنفسهم وضد المواليد الأنقياء للهيمنة على المدينة: الثلاثة عشر (Thirteen) والنقابة القديمة لتجار التوابل وجماعة التورمالين. مشعوذو كارث، تتحول شفاتهم للأزرق بفِعل عقار يسمى «ظل المساء»، ويقال أنهم يحتضون هذه الفصائل؛ ولا يزالون مهابين مع أن قواهم وهيبتهم تضاءلت بمرور السنين. كارث هي أيضًا موطن للرجال الحزانى، عصبة من الاغتياليين وقد سُمُّوا بهذا الاسم لأنهم يهمسون «أنا آسف جدًا»، قبل قتل ضحاياهم. غادرت دنيرس كارث مجددًا بنهاية صدام الملوك.

### مناطق غير مزارة

#### أشاي وأراضي الظل
أشاي (Asshai) وأراضي الظل (Shadow Lands) هما مكانان غامضان في عالم الجليد والنار. ذُكرا أول مرة في لعبة العروش وقد رُسما أول مرة في أراضي الجليد والنار، موجودان في الشرق الأقصى من العالم المعمور. إذ إن مارتن غير متأكد أن القصة ستأخذ القراء إلى أشاي ولكنه قال أن القراء قد يعلمون عنها أكثر عبر شخصية ميليساندر (القادمة من أشاي) أو عبر ذكريات وذِكر شخصيات أخرى. وصف جورا مورمونت أشاي بأنها مدينة ميناء أقصى جنوب بحر الدوثراكي، في نهاية العالم المعروف. تصدر أشاي سلعًا كالجمشت الأسود والعنبر الأشهب وزجاج التنين. في وقت آخر، أخبر جورا مورمونت دنيرس عن ممالك عظيمة شرق القفر الأحمر، وذكر أشاي عند الظل بأنها واحدة من المدن المليئة بالعجائب هناك. طبقًا لمارتن، تسافر كل السفن من ويستروس إلى أشاي من خلال بحر الصيف وبحر اليشم عبر مضيق كارث، وأن العوام لا يزالون يعتقدون أن العالم مسطح. مع ذلك، طبقًا لمارتن، «أشاي ليست مهمة بالنسبة للتجارة مثل يي تي، ومدن الميناء الغنية ليي تي (ولِنغ) ويمكن الوصول إليها أسهل عبر كارث». تنبأت كويث من الظل (Quaithe of the Shadow) لدنيرس أن «لكي تذهبي شمالاً، عليكِ بالترحال جنوبًا. للوصول غربًا، عليكِ بالذهاب شرقًا [..] ولتلمسي الضوء لا بد أن تمرِّي تحت الظل». قاطعتها دنيرس لتتسائل بأنها يجب أن تذهب إلى أشاي، لترد كويث بأنها ستجد الحقيقة هناك.
توجد حكايات كثيرة عن أراضي الظل، مع ذلك كونها حقيقية أم لا أمر مجهول. إذ يؤمن الدوثراكي أن العشب الشبحي يغطي أراضي الظل، بسيقان تتوهج في الظلام وتكبر أطول من رجل على ظهر حصان. سمعت دنيرس أن «منشدو التعاويذ والمشعوذين وكهنة الجو يمارسون فنونهم بحرية في أشاي، في حين أن حاصدي الظل وسحرة الدم يقومون بشعوذة مرعبة في سواد الليل». يوجد أيضًا حكماء ويستروسيون في أشاي. يُعلِّم سحرة أشاي الآخرين قدراتهم العلاجية، ولكن تعاويذهم تتطلب تضحية دم. تذكر الكتب القديمة في أشاي نبوءة أزور أهاي والتي يتبعها معتنقي إيمان رلور (إله الضياء). سمعت دنيرس أن التنانين أنفسها أصلها من أراضي الظل وراء أشاي وجزر بحر اليشم، وربما لا تزال تعيش هناك. حلم بران بتنانين طائرة في أشاي. يُقال أن بيض التنانين المتحجر التي أعطاها إليريو لدنيرس أتت من أراضي الظل. يغطي رجال الظل «الصارمون والمرعبون» أجسادهم بالأوشام ويرتدون أقنعة خشبية مطلية، ويُوصف مظهر الأشايون بأنه مظلم ومهيب. يؤمن الدوثراكي أن الأشايون يُولَدون من الظلال. ويتحدث الأشايون لغتهم الخاصة.

#### إبين
إبين (Ibben) هي مجموعة من الجزر تقع شمال إيسوس في خليج الحيتان. أكبر هذه الجزر هي جزيرة إب (Ib)، والتي تحتوي ميناء المدينتين إبين وإب نور (Ib Nor). حتى هلاك فاليريا، إبين كان يحكمها ملك إله. الآن يحمل السلطة مجلس الظل، والذي يتكون من النبلاء وكاهن ورجال النقابات الأثرياء. ذُكرت إبين أول مرة في لعبة العروش، حيث يتحدث تيريون عن إشاعات أن حيوانات الماموث «يجوبون المياه الباردة وراء ميناء إبين». في 2002، قال مارتن أن القصة «ربما لن» تأخذ القراء إلى إبين، والتي يصفها بأنها «جزيرة باردة جبلية بحجم آيسلندا» (أي 103,600 كم2) في البحر المرتعش، وميناء إبين هو المدينة الرئيسية؛ بعض الإبينيين يعيشون أيضًا على جزر صغيرة قريبة أو في مستعمرات في إيسوس. إبين غير موجودة في خرائط الكتب حتى رقصة مع التنانين، ولكنها مشابهة لأوصاف مارتن، خريطة العالم في دليل المشاهد لإتش بي أو يبين موقع الجزيرة في شمال شرق إيسوس. قال مارتن أنه بسبب كثرة الحيتان في البحر المرتعش، كان الكثير من الإبينيين صائدي حيتان. الإبينيون معروفون بمضغ دهن الحوت لكي يحتفظوا بتمثيلهم الغذائي في المناخ الجليدي. شاهدت شخصيات متعددة صائدي حيتان إبينيين في موانئ كينجز لاندنج وبرافوس وبركة البِكر وقلعة البحر الشرقية وجزر الحديد. تصف الروايات سكان إبين أنهم قِصار وسِمان وأشاعر (طوال الشعر)؛ حتى أن آريا تقابل امرأة بشارب. قابل تيريون وفاريس إبيني كريه الرائحة، والذي «كان مولعًا بالفؤوس لدرجة أنهما كانا من بعضهما البعض». رأت آريا «رجلاً وحشيًا يحمل فأسًا من إب» في أحلامها. يقال أن الإبينيين يتحدثون بأصوات خافتة خشنة بلغتهم الخاصة.

#### يي تي
يي تي (Yi Ti) هي مدينة تصفها الروايات مرارًا وتكرارًا بأنها مدينة العجائب، وتقع في الشرق الأقصى. حتى رقصة مع التنانين، لم تظهر يي تي على أي خريطة في الكتب، ولكن مارتن حدد أن «يي تي تقع جنوب شرق كارث، وعمومًا، على الجانب الآخر من بحر اليشم». ذُكرت المدينة أول مرة في لعبة العروش، ويشاع عنها أن «حيوانات البازيليسق غزت براري يي تي». وتذكر حكايات البحَّار في وليمة للغربان أن طاعونًا رماديًا قد أصاب يي تي. إله سكان يي تي يدعى أسد الليل. ترى دنيرس سكان يي تي على أنهم ساطعو العيون يرتدون قبعات من ذيل السعدان في أسواق فيس دوثراك. مارتن غير متأكد «إلى أي مدى هؤلاء الناس (مثل سكان يي تي) من دخولهم القصة الحالية، ومع ذلك .. فإن بلادهم بعيدة جدًا».

#### سهول جوغوس نهاي
سهول جوغوس نهاي (Plains of Jogos Nhai) هي سهول عاصفة بها تلال وتقع شمال يي تي. يهيمن عليها عِرق من المحاربين الفرسان يدعون جوغوس نهاي. يعيش شعب جوغوس نهاي في الخيام وهم من البدو. هم قِصار القامة وثخناء ووجوههم صغيرة ورؤوسهم كبيرة. لدى الرجال والنساء جماجم مدببة، وهو نتيجة تقليد لديهم لربط رؤوس الرضع. يركبون الزورس (Zorse)، وهو دابة يمكنها الصمود أكثر بكثير من الحصان المتوسط. وهم مُخطَطين. جوغوس نهاي لا يتقاتلون بين أنفسهم ويعيشون في عشائر صغيرة مرتبطة بالدم. إنهم يعيشون في حالة حرب دائمة مع الأجانب. كل عشيرة يحكمها جهات (Jhat) - قائد حرب - ومغنية قمر، وهي كاهنة ومعالجة وقاضية. مغنو القمر عادةً ما يكونون من النساء وجهات غالبًا ما يكونون من الرجال. (مقتبسة من عالم الجليد والنار)

## سوثوريوس
سوثوريوس (Sothoryos) هي قارة تقع جنوب قارة إيسوس، وتنطق سوثوروس (Sothoros) في الروايات. سوثوريوس هي القارة الثالثة في العالم المعروف. سوثوريوس شاسعة ويتفشى فيها الأوبئة والطواعين ومغطاة بالبراري وليست مستكشفة بشكل كبير. وصفها جنيرا بليريس - سيد تنين فاليري قبل هلاك فاليريا - على أنها «أرض بلا نهاية».
ذُكرت القارة أول مرة في خريطة في عاصفة السيوف، وتبين مدينتي ين (Yeen) وزاميتار (Zamettar) عليها. أشار الرواي نفسه للقارة في وليمة للغربان. وصفها مارتن في 2002 أنها «القارة الجنوبية وتماثل إلى حد كبير أفريقيا ومليئة بالبراري ويتفشى فيها الأوبئة والطواعين وغير مستكشفة إلى حد كبير». ولم توفر الروايات معلومات أخرى. ذكر فكتوريان طبيعة المستنقعات بإيجاز للقارة في رقصة مع التنانين، وأن نبات الساج من سوثوريوس يستخدم لبناء السفن. يمتد طريق للقراصنة على طول الساحل الشمالي للقارة. تشير رقصة مع التنانين إلى الأمراض على سوثوريوس فيما يخص نخاس يونكاي الثري المريض يزان زو قغاز. قارن فكتوريان بعض الناس بأنهم «قصار القامة وأشاعر كقرود سوثوريوس»، وبعض المحاربين في حفرة دازناك لإمتاع دنيرس في رقصة مع التنانين يُوصَفون بأنهم «أنصاف رجال ذوي بشرة رمادية داكنة من براري سوثوروس». قال مارتن أنه، على عكس الناس الآخرين في الروايات، فإن الرجال الرماديين الداكنين من سوثوريوس لهم بنيات خيالية بحتة.

### رأس باسيليسك
رأس باسيليسك هي شبه جزيرة عل الساحل الشمالي للقارة، تحدّها من الشرق جزيرة الدموع ومن الغرب جزيرة ناث ومن الشمال جزر باسيليسيك. حاول شعب مدينة فاليريا الحُرة بناء مستعمرات على رأس باسيليسيك، بيْد أنهم فشلوا بذلك بسبب السكان الأصليين للمدينة (السوثوريين/الرجال المُهشّمون) والطاعون خلال حرب غيسكاري الرابعة.

### جزر باسيليسك
هي مجموعة من الجزر تقع قبالة ساحل باسيليسيك والتي تقع بدورها في الساحل الشمالي الغربي لقارة سوثوريوس على البحر الصيفي. وسُمّيت بهذا السم نسبة إلى حيوان الباسيليسك الذي كان يعيش هناك بكثرة. تقع شرق ناث، وتعتبر ملاذاً آمناً للقراصنة والنخاسين والمرتزقة والعاهرات والخارجين عن القانون والسكّان الأصليين. توصف الحياة على الجزر بأنها سيئة، وحشية، ولا يعيشون طويلاً. الجزر حارة ورطبة ويكتسحها البعوض والذباب والبراغيث الرملية وديدان الدم وحشرات أخرى، مما يجعلها غير صحية للعيش لكل من البشر والمخلوقات الأخرى. من أهم الجُزر فيها جزيرة الدموع وجزيرة العلاجيم وجزيرة الفأس وجزيرة الذباب. جزيرة الدموع هي أكبر جزيرة، وبها وديان شديدة الانحدار ومستنقعات سوداء. غزاها الغيسكاريون وسموها غورغاي (Gorgai) لمدة قرنين، إلى أن استولى عليها أمراء التنانين من فاليريا وسموها غورغوسوس (Gorgossos). كانت الإمبراطورية الفاليرية تستخدمها سجنًا، حيث يرسلون أحقر المجرمين إليها.

### الجحيم الأخضر
هي منطقة تقع وراء الغابات جنوب أنقاض يين Yeen. يقال أنها موطن الوحوش المخيفة أكثر من تلك الموجودة في المنطقة الشمالية من القارة. هناك تقارير عن كائنات مثل خفاش مصاص الدماء الأبيض الشاحب الذي يمكن أن يفرغ دم رجل في دقائق، السحالي الموشومة التي تنهمر على فرائسها وتمزقها مع مخالب منحنية طويلة على أرجلها الخلفية، وثعابين بطول خمسين قدماً، وعناكب متناثرة، وويفيرن.

### ناث
ناث (Naath)، وتعرف أيضًا باسم جزيرة الفراشات، هي جزيرة تقع على الساحل الشمالي الشرقي لقارة سوثوريوس وغرب جزر الباسيليسك. الناثيون لهم بشرة داكنة وعيون ذهبية. إنهم يمارسون سلمية مفرطة، يلحنون الموسيقى بدلاً من نشوب الحروب، ويرفضون أكل اللحوم، الفاكهة فقط. وهذا يجعلهم فريسة سهلة للنخاسين من إيسوس.

## أولثوس
مجموعة الخرائط أراضي أغنية الجليد والنار تظهر الطرف الشمالي من اليابسة المسماة «أولثوس» وتقع جنوب إيسوس وشرق سوثوريوس. سُئِل مارتن إذا ما كانت قارة أخرى، فأجاب «حسنًا، إنها يابسة كبيرة. أنا غير واضح في التعريف الرسمي لقارة خلافًا لجزيرة كبيرة، وأيضًا حجم أولثوس، والتي توجد على حافة العالم بعد كل شيء. أرض مجهولة وكل ذلك».

## هوامش

### مصطلحات
1. ↑  كلمة ويستروس (Westeros) مأخوذة من كلمة ويست والتي تعني الغرب بالإنجليزية.
2. ↑  وينترفل هي كلمة مكونة من مقطعين Winter بمعنى شتاء وfell بمعنى حل والتي تعني بالعربية حلول الشتاء.
3. ↑  سولتكليف (Saltcliffe) هي كلمة مكونة من مقطعين أولهما salt بمعنى ملح وcliffe وهي كلمة من الإنجليزية الوسطى والتي بدورها مأخوذة من clyf من الإنجليزية القديمة بمعنى جرف ليصبح معنى الكلمة الجرف المالح.
4. ↑  بلاكتايد (Blacktyde) هي كلمة مكونة من مقطعين وهما black بمعنى أسود وtyde وهي تحريف عن كلمة tide بمعنى حركة المد والجزر أو التيار لتعني المد الأسود.
5. ↑  أوركمونت (Orkmont) هي كلمة مكونة من مقطعين وهما Ork وهي تحريف لكلمة Orc وتعني الحوت القاتل وكلمة mont وهي اختصار لكلمة Mountain وتعني الجبل، وهكذا يصبح معنى الكلمة هو "جبل الحوت القاتل".
6. ↑  بايك (Pyke) هي كلمة من اللغة الإنجليزية الوسطى وتعني رمح.
7. ↑  ويك (Wyk) هي كلمة من الإنجليزية الوسطى مأخوذة من wicce من الإنجليزية القديمة وتعني ساحرة.
8. ↑  هارنهول (Harrenhall) تعني قلعة هارِن، وهي تُنسب إلى مؤسسها هارِن الأسود.
9. ↑  ريفررن (Riverrun)، وتعني "مجرى النهر".
10. ↑  نهر تمبلستون (Tumblestone River) وتعني نهر صخرة التعثر.
11. ↑  ريد فورك (Red Fork) وتعني الشوكة الحمراء.
12. ↑  هايغاردن (Highgarden) وتعني الرياض العلا.
13. ↑  نهر هانيواين (Honeywine) وتعني نهر النبيذ العسلي.
14. ↑  الخليج الأسود (Blackwater Bay) وتعني أيضًا "خليج المياه السوداء".
15. ↑  دراغونستون (Dragonstone) وتعني "صخر التنين".
16. ↑  كيمغز لاندنغ (King's Landing) وتعني "مهبط الملك"، وهي تشير إلى المكان الذي نزل به إغون الفاتح في أولى غزواته بقارة ويستروس.
17. ↑  كلمة إيسوس (Essos) مأخوذة من كلمة إيست والتي تعني الشرق بالإنجليزية.